# BMW E90
Die 3er-Reihe von BMW (intern: E90 – Limousine, E91 – Kombi, E92 – Coupé, E93 – Cabrio) bediente das Mittelklassesegment von 2005 bis 2013 und ist der Nachfolger der Baureihe E46.

## Modellgeschichte

### Allgemeines
Sie wurde im Frühjahr 2005 als Nachfolger der Baureihe E46 auf dem Genfer Auto-Salon vorgestellt. Das Design entstand unter der Führung von Chris Bangle, der Entwurf kam von Joji Nagashima.
Als erstes Modell der Baureihe kam am 5. März 2005 die Limousine (E90) auf den Markt. Im September 2005 wurde die bei BMW Touring genannte Kombi-Version (E91) eingeführt. Das 3er-Coupé (E92) erschien im Juli 2006 und das Cabrio (E93) folgte im März 2007. Während die beiden Letzteren vier Sitze boten, wurden Limousine und Touring als Fünfsitzer gebaut.
Der M3 mit neukonstruiertem V8-Motor erschien im Herbst 2007 zunächst nur als Coupé. Im Frühjahr 2008 wurde die M3-Palette durch das viertürige Stufenheck erweitert und anschließend durch das Cabrio komplettiert.
Im September 2008 erschienen überarbeitete Versionen von Limousine und Touring, ein Facelift für Coupé und Cabrio folgte im März 2010.
Unter dem Dach der 3er-Reihe rangierte auch das Sport Utility Vehicle (SUV) X3.

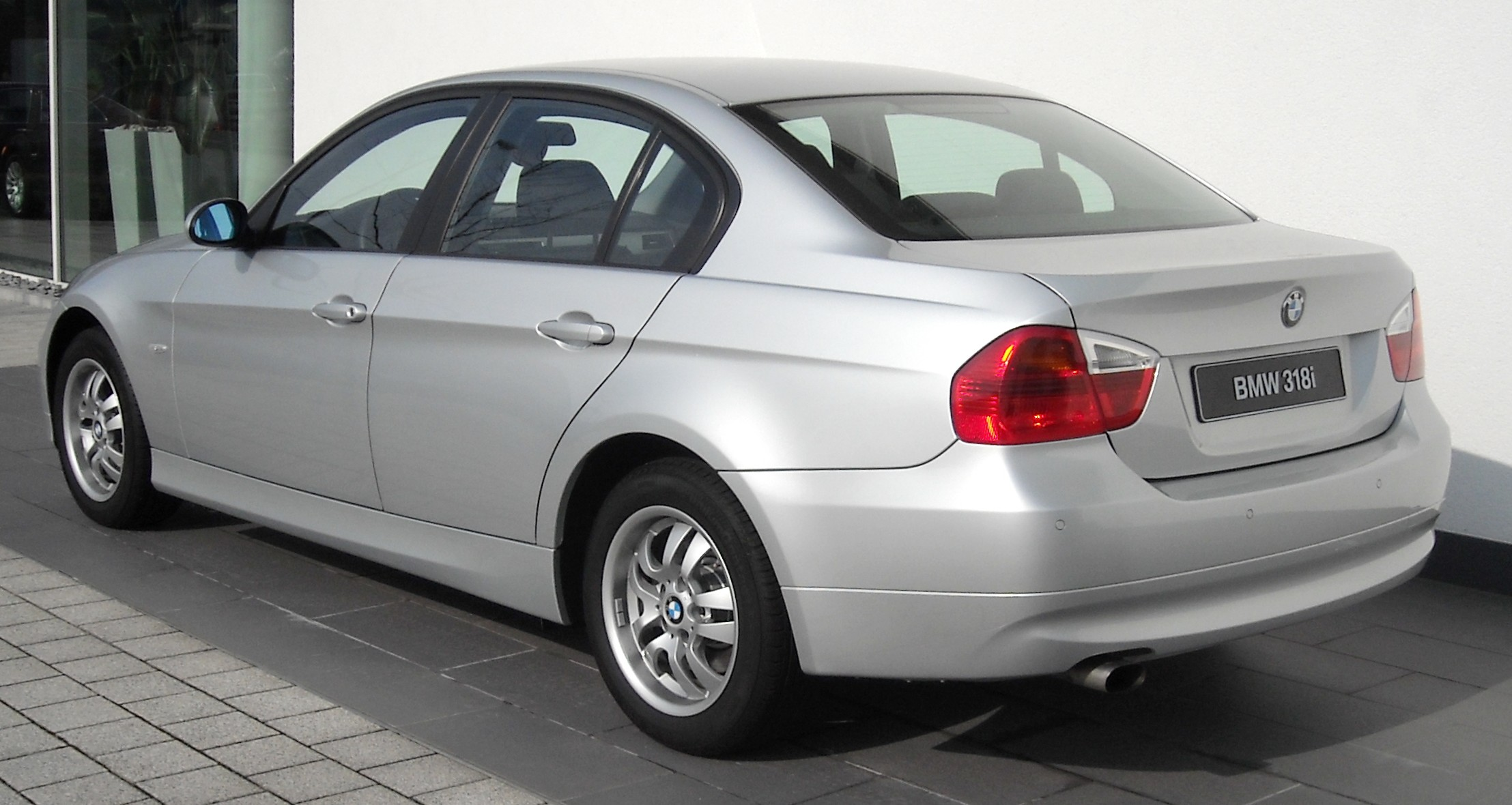
Heckansicht
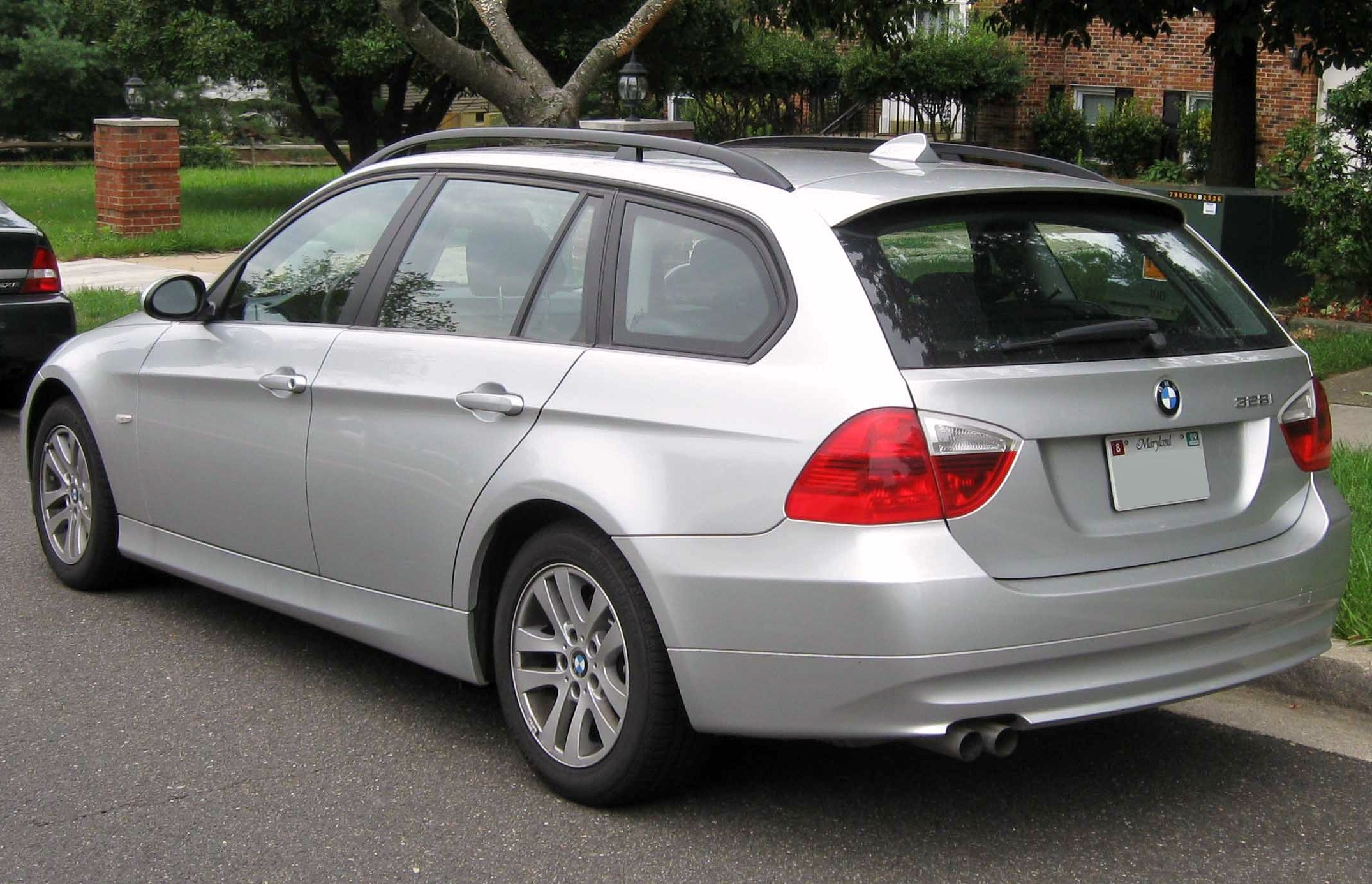
BMW 3er Touring (2005–2008)
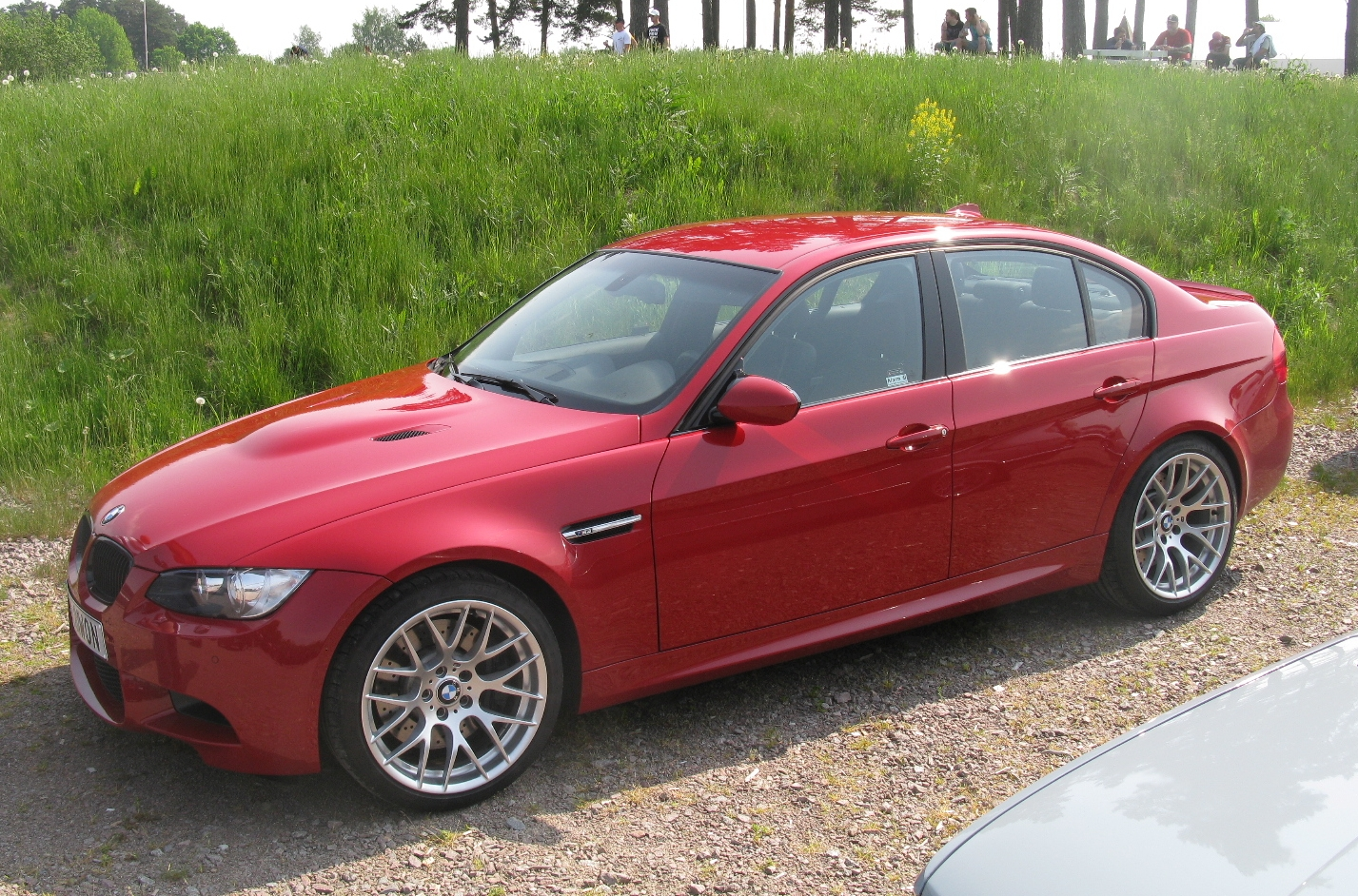
BMW M3 E90

### Wesentliche Unterschiede zum Vorgänger
- 316i: Das Basismodell mit 1,6-Liter-Vierzylinder-Motor wurde nur noch in den Niederlanden, Skandinavien, Österreich, der Schweiz, Russland, Ungarn, Portugal, Griechenland und in der Türkei angeboten.
- 320i: Wurde mit 2,0-l-Vierzylindermotor, erst N46, dann N43 angeboten; vorher war es ein Sechszylindermotor mit 2,0 bzw. 2,2 Liter Hubraum.
- 320si: Neues Homologationsmodell für das von BMW eingesetzte Fahrzeug bei der Tourenwagen-Weltmeisterschaft. Allerdings war es auf 2600 Exemplare limitiert.
- 335i: Dreiliter mit TwinTurbo (Doppelturbolader), der die Lücke zum M3 schloss.
- 325d: Neue Leistungsstufe des drei Liter Dieselmotors zwischen 320d und 330d.
- 335d: Höchste Leistungsstufe des drei Liter Dieselmotors mit zwei Turboladern (Registeraufladung).
- 325xi, 330xi, 335xi, 320xd und 330xd: Modelle mit Allradantrieb (BMW-Bezeichnung xDrive).

Das BMW-typische fahrerbezogene Cockpit wurde durch ein gerades Armaturenbrett ersetzt.
Zur Bedienung von Navi, Klimaanlage und HiFi-System diente erstmals in der 3er-Reihe ein iDrive-System.
Das Coupé unterschied sich optisch stärker von der Limousine als beim Vorgänger E46. Die seitlichen Fensterflächen waren deutlich kleiner als bei der Limousine, die Form der Frontscheinwerfer unterschied sich stark, die Rückleuchten wiesen die BMW-typische L-förmige Gestaltung auf und waren breiter als die des Viertürers.

### Produktionszeiträume
| - Limousine (E90):        | Januar 2005 bis September 2008    |
| - Limousine (E90 LCI):    | September 2008 bis Oktober 2011   |
| - Touring (E91):          | September 2005 bis September 2008 |
| - Touring (E91 LCI):      | September 2008 bis Juni 2012      |
| - Coupé (E92):            | Juni 2006 bis März 2010           |
| - Coupé (E92 LCI):        | März 2010 bis Juli 2013           |
| - Cabrio (E93):           | Januar 2007 bis März 2010         |
| - Cabrio (E93 LCI):       | März 2010 bis Oktober 2013        |
| - M3 Limousine (E90):     | März 2008 bis September 2008      |
| - M3 Limousine (E90 LCI): | September 2008 bis Oktober 2011   |
| - M3 Coupé (E92):         | September 2007 bis März 2010      |
| - M3 Coupé (E92 LCI):     | März 2010 bis Juli 2013           |
| - M3 Cabrio (E93):        | Mai 2008 bis März 2010            |
| - M3 Cabrio (E93 LCI):    | März 2010 bis September 2013      |

### Produktionszahlen
| Jahr | Gesamt     | Limousine | Touring  | Coupé   | Cabriolet |
| ---- | ---------- | --------- | -------- | ------- | --------- |
| 2005 | 0256.981   | 0229.932  | 027.049  | 0—      | —         |
| 2006 | 0463.820   | 0336.232  | 105.483  | 022.105 | —         |
| 2007 | 0555.135   | 0310.194  | 102.399  | 089.572 | 052.970   |
| 2008 | 0474.208   | 0246.231  | 093.191  | 079.248 | 055.538   |
| 2009 | 0397.103   | 0219.850  | 084.601  | 054.852 | 037.800   |
| 2010 | 0399.009   | 0242.831  | 074.008  | 046.358 | 035.812   |
| 2011 | 0384.464   | 0240.279  | 072.054  | 039.332 | 032.799   |
| 2012 | 0~74.600   | 0—        | ~21.000  | 029.525 | 024.038   |
|      | ~3.005.300 | 1.824.849 | ~579.800 | 360.992 | 238.957   |

### Produktionsstätten
Das Fahrzeug wurde in den BMW-Werken München, Regensburg, Leipzig, Rosslyn (Südafrika) und Rayong (Thailand) gefertigt. Weitere Produzenten des E90 sind die BMW Brilliance Automotive in Shenyang in der Volksrepublik China sowie die Bavarian Auto Group mit ihrem Werk in Madinat as-Sadis min Uktubar, der „Stadt des 6. Oktober“ in Ägypten.

### Abmessungen
Mit Außenmaßen von 4,53 bis 4,58 Metern war der 3er in etwa so lang wie die Mercedes-Benz C-Klasse (Baureihe 204), allerdings kürzer als der Audi A4 B8. Im Vergleich zum Vorgänger E46 war die Limousine um fast fünf Zentimeter länger. Der Radstand wuchs um 35 Millimeter. Zudem war der E90 nun 78 Millimeter breiter. Im Hinblick auf den Fußgängerschutz wurde außerdem die Motorhaube höher gesetzt.
| Abmessungen (Stand: September 2009) | Abmessungen (Stand: September 2009) | Abmessungen (Stand: September 2009) | Abmessungen (Stand: September 2009) | Abmessungen (Stand: September 2009) |
| Einheit                             | Limousine                           | Touring                             | Coupé                               | Cabrio                              |
| ----------------------------------- | ----------------------------------- | ----------------------------------- | ----------------------------------- | ----------------------------------- |
| Radstand                            | 2760 mm                             | 2760 mm                             | 2760 mm                             | 2760 mm                             |
| Länge                               | 4531 mm                             | 4527 mm                             | 4580 mm                             | 4580 mm                             |
| Breite (inkl. Außenspiegeln)        | 1989 mm                             | 1989 mm                             | 1985 mm                             | 1985 mm                             |
| Höhe                                | 1421 mm                             | 1418 mm (1)                         | 1395 mm (2)                         | 1384 mm                             |

## Ausstattung
Alle Modelle wurden serienmäßig mit Klimaanlage, vier elektrischen Fensterhebern, Radio mit CD, MP3-Funktion und sechs Lautsprechern, Bordcomputer sowie einem Sechsgang-Schaltgetriebe ausgestattet. Gegen Aufpreis war eine Sechsstufen-Automatik erhältlich (Serie beim 335d).
Mit den im September 2007 in die laufende Serie eingeführten BMW-EfficientDynamics-Maßnahmen kam bei den Vierzylinder-Modellen mit Schaltgetriebe ein Start-Stopp-System zum Einsatz.
Die Sechszylinder-Modelle unterschieden sich optisch von den Vierzylindern durch Chromelemente (zum Beispiel die senkrechten Stäbe in der Niere des Kühlergrills und am Fensterrahmen; ab März 2009 gegen Aufpreis auch für Vierzylindermodelle erhältlich), Doppelrohrauspuff und waren mit aktiver Geschwindigkeitsregelung ACC (Active Cruise Control) erhältlich. Nur die beiden Spitzenmodelle 335i und 335d waren mit jeweils einem Abgasendrohr auf beiden Seiten des Fahrzeughecks ausgestattet. Außerdem hatte das ESP-System (Electronic Stability Control) bei den Sechszylinder-Modellen fünf Zusatzfunktionen (Bremsbereitschaft, Trockenbremsen, Berganfahrhilfe, Fading-Kompensation und Soft Stop).
Ab September 2008 war auch der 320d mit xDrive (neben 330d, 325i, 330i und 335i) erhältlich. Er erreichte damit bis Ende 2010 nur die Abgasnorm Euro 4 (ohne xDrive: Euro 5). Ab Anfang 2011 erfüllte er die Abgasnorm Euro 5.
Ab März 2010 waren für Limousine und Touring drei Editionsmodelle erhältlich.

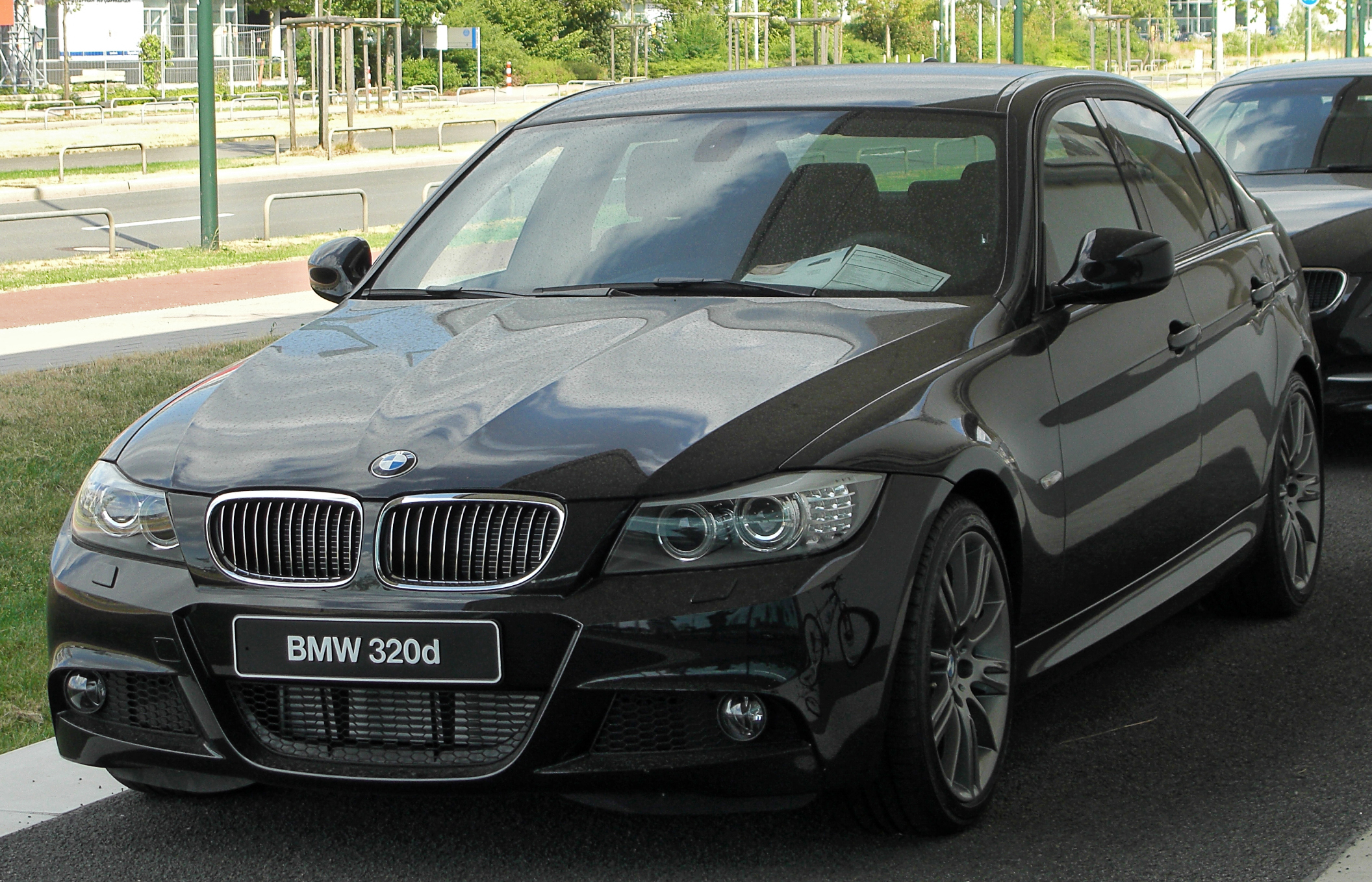
BMW 320d Edition Sport (2010)
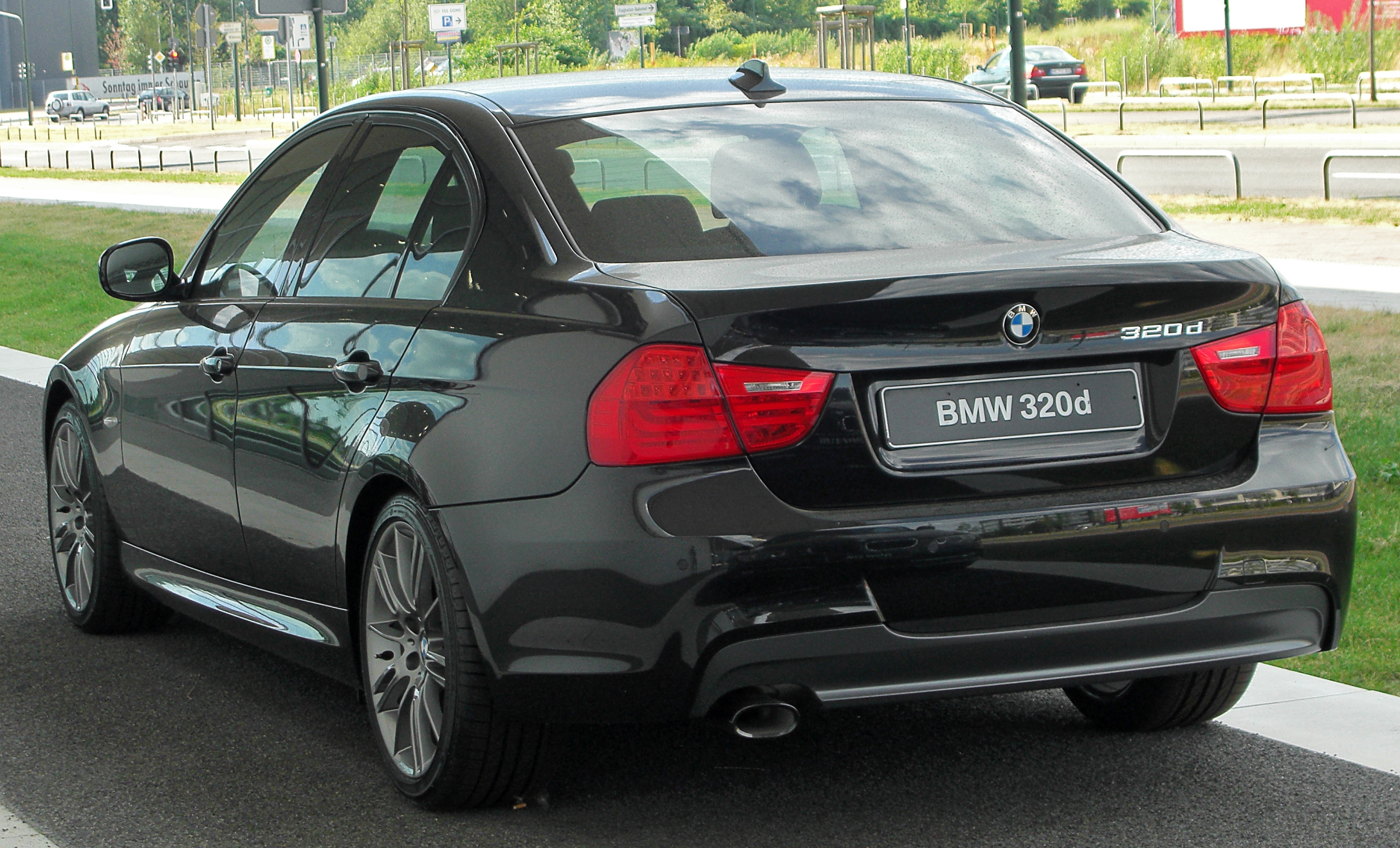
Heckansicht

Neben drei aufpreisfreien Unilacken gab es eine Reihe verschiedener, optionaler Metalliclackierungen. Über BMW Individual waren weitere Lackierungen verfügbar.

### Alle Standardlacktöne (bei E90/91)
Uni-Lacktöne:
| Alpinweiß III | Japanrot (bis 09/2006) | Karmesinrot (seit 09/2006) | Schwarz II |

Metallic-Lacktöne:
| Titansilber                   | Saphirschwarz                | Carbonschwarz nur bei Individual Limited & 320si | Le Mans Blau nur bei M Sportpaket | Mysticblau (bis 09/2006)    | Montegoblau (09/2006–09/2010)    | Arktis (bis 09/2008)     | Bluewater                  | Monacoblau (bis 09/2010) | Tiefseeblau (seit 09/2010) |
| Barriquerot (09/2005–09/2006) | Barberarot (09/2006–03/2010) | Vermilionrot (seit 03/2010)                      | Sonora (09/2005–03/2007)          | Platinbronze (seit 03/2007) | Sparkling Graphite (bis 09/2008) | Spacegrau (seit 09/2008) | Tiefgrün (09/2005–09/2008) | Tasman (seit 09/2008)    |                            |

### Alle Standardlacktöne (bei E92/93)
Uni-Lacktöne:
| Alpinweiß III | Karmesinrot | Schwarz II |

Metallic-Lacktöne:
| Titansilber                      | Silverstone II (seit 09/2011) nur bei M Sport Edition | Saphirschwarz            | Carbonschwarz nur bei Limited Sport Edition               | Le Mans Blau nur bei M Sportpaket                    | Montegoblau (bis 09/2010)   | Arktis (bis 09/2008)           | Atlanticblau (03/2007–09/2008) |
| Bluewater (09/2008–09/2011)      | Liquid Blue (seit 09/2011)                            | Monacoblau (bis 03/2010) | Tiefseeblau (seit 03/2010)                                | Barberarot (09/2006–03/2010)                         | Vermilionrot (seit 03/2010) | Platinbronze (03/2007–09/2011) | Orionsilber (seit 09/2011)     |
| Sparkling Graphite (bis 09/2008) | Havanna (seit 09/2008)                                | Spacegrau                | Frozen Grey (matt) (seit 09/2011) nur bei M Sport Edition | Mineralgrau (seit 09/2011) nur bei Edition Exclusive | Mineralweiß (seit 09/2010)  | Tiefgrün (09/2005–09/2008)     | Tasman (09/2008–09/2011)       |

### Alle Lacktöne des M3
Uni-Lacktöne:
| Alpinweiß III | Schwarz II |

Metallic-Lacktöne:
| Silverstone II | Jerez Schwarz | Interlagos Blau | Melbourne Rot | Spacegrau | Sparkling Graphite (bis 09/2008) | Le Mans Blau (seit 09/2008) | Mineralweiß (seit 06/2010) |

## Technik

### Motoren
Alle 3er (außer M3, hier wurde ein V8-Motor eingesetzt) hatten Reihenmotoren mit Vierventiltechnik. Die Motorenpalette wurde komplett überarbeitet und auf wenige Grundmodelle reduziert mit der Folge, dass noch weniger als vorher die Modellbezeichnung den tatsächlichen Hubraum angab:
Der 316 hatte einen Hubraum von 1,6 Litern, 316d einen Hubraum von zwei Litern. 318 und 320 (mit Otto- bzw. Dieselmotoren) waren Vierzylindermotoren mit einem Hubraum von zwei Litern. Die größeren Modelle hatten Sechszylindermotoren mit drei Litern Hubraum, bei denen die unterschiedlichen Leistungen nur durch Abstimmung und Aufladung erreicht wurden, beim 335d zum Beispiel durch eine Registeraufladung.
Gleiches galt ab dem 1. September 2007 für die Ottomotoren 325i und 330i. Beide haben einen Aluminium-Magnesium-Motorblock und drei Liter Hubraum, wobei der Leistungsunterschied zwischen 325i und 330i durch eine geänderte Einspritzregelung erzielt wurde. Der im September 2006 eingeführte 335i (N54-Motor) mit fast gleichem Hubraum basierte aber auf einem Motorblock aus Aluminium. Er stellte mit zwei Turboladern (Biturbo) und Piezo-Direkteinspritzung ein maximales Drehmoment von 400 Nm zur Verfügung.
Gleichzeitig wurde mit dem 325d ein neuer Sechszylinder-Dieselmotor eingeführt. Bei der Motorenüberarbeitung des 335i wurde seit dem N55-Motor nur noch ein Turbolader, aber mit zwei Einlaufspiralen (Twin-Scroll), eingebaut.
Seit März 2009 wurde ein „Performance Power Kit“ für den 335i angeboten, das die Motorleistung um weitere 15 kW (20 PS) auf 240 kW (326 PS) anhob. Gleichzeitig stieg das maximale Drehmoment auf 450 Nm. Seit März 2010 wurde ein „Performance Power Kit“ für den 320d angeboten, das die Motorleistung um weitere 15 kW (20 PS) auf 145 kW (197 PS) anhob (dies war jedoch erst bei den Modellen ab März 2007 mit 130 kW (177 PS) Motorleistung möglich). Die Leistungssteigerung umfasste beim 320d ein anderes Steuergerät, einen größeren Ladeluftkühler und einen stärkeren Ventilator. Bei Fahrzeugen mit Automatikgetriebe wurde noch der Drehmomentwandler ersetzt. Des Weiteren stieg das Drehmoment um 40 Nm von 350 Nm auf 390 Nm.
- Alle Ottomotoren mit Saugrohreinspritzung waren mit Doppel-Nockenwellenverstellung (VANOS) mit Valvetronic ausgestattet. Der 335i hatte zwei Turbolader (Twin Turbo).
- Valvetronic entfiel beim 320si und seit September 2007 bei allen Reihensechszylindermotoren (mit Ausnahme des 335i ab März 2010), bei letzteren aufgrund der Benzindirekteinspritzung.
- Die Motoren mit Benzindirekteinspritzung waren die ersten Pkw-Motoren in Serie mit einer strahlgeführten Direkteinspritzung. Diese sollte eine Schichtladung in einem größeren Bereich des Kennfeldes ermöglichen, als die zuvor in Serie realisierten luft- und wandgeführten Verfahren der Benzindirekteinspritzung.
- Die Common-Rail-Dieselmotoren hatten Turbolader mit verstellbaren Leitschaufeln und Ladeluftkühlung; zusätzlich hatten die Vierzylindermotoren des 318d und 320d zur Verbesserung des Akustik- und Schwingungskomforts zwei Ausgleichswellen. Ab 2006 gehörte ein Dieselpartikelfilter zur Serienausstattung. Der 335d hatte eine Registeraufladung mit zwei hintereinandergeschalteten Turboladern unterschiedlicher Größe, um einen breiten Drehzahlbereich abzudecken.

### Getriebe
- 6-Gang-Schaltgetriebe (Hersteller: GETRAG und ZF)
- 6-Stufen-Automatikgetriebe (Hersteller: ZF und GM)
- 7-Gang-Doppelkupplungsgetriebe (Hersteller: GETRAG)

Das Doppelkupplungsgetriebe war ab September 2008 für den 335i im Coupé und Cabrio verfügbar. Dadurch sank der Norm-Verbrauch um 0,3 Liter je 100 Kilometer.

### Lenkung, Fahrwerk und Bremsen
In allen Versionen war eine Servolenkung serienmäßig. Optional wurde eine Servotronic (geschwindigkeitsabhängige Lenkunterstützung) oder die Aktivlenkung angeboten. Der Wagen hatte einen Wendekreis von 11,0 Metern. In Verbindung mit dem Allradantrieb xDrive erhöhte sich dieser auf 11,8 Meter.
Die Hinterachse war eine in Leichtbauweise gefertigte Mehrlenkerachse aus Stahl. Jedes Rad wurde von fünf Lenkern geführt. Drei der Lenker waren aus feuerverzinktem Stahl gefertigt; der Sturzlenker der Hinterachse wurde mit einer Tauchverzinkung behandelt. Auf diese Weise waren die dem Steinschlag ausgesetzten Fahrwerksteile weitestgehend resistent gegen Korrosion.
Die Vorderräder waren an MacPherson-Federbeinen und je zwei Querlenkern aufgehängt (Doppelgelenk-Zugstrebenachse). Der vordere (Zugstrebe) und der hintere Querlenker waren nebeneinander an verschiedenen Punkten des Radträgers angelenkt, dies bewirkte einen weiter außen liegenden virtuellen Drehpunkt (Pol) in der unteren Lenkerebene. Dadurch verringerte sich der Lenkrollradius. Um Gewicht zu sparen, waren Zugstrebe und Querlenker aus Aluminium gefertigt.
Serienmäßig hatten alle Modelle Hinterradantrieb. Die Bodenfreiheit betrug bei der Limousine in Verbindung mit dem Serienfahrwerk 144 Millimeter, beim M-Sportfahrwerk war die Karosserie um 15 Millimeter tiefergelegt.
Die Bremsanlage arbeitete vorne mit innenbelüfteten Einkolben-Faustsattel-Scheibenbremsen mit einem von der Motorisierung abhängigen Durchmesser von 292 mm bis 348 mm. Hinten hatten die Bremsscheiben je nach Modell Durchmesser von 300 mm bis 336 mm. Bei den Sechszylindern waren sie innenbelüftet.

## Sicherheit
Der BMW E90 hatte ein Antiblockiersystem (ABS) mit Bremsassistent und Cornering Brake Control, Gurtstraffer, eine Fahrdynamikregelung (Electronic Stability Control, ESP) mit Antriebsschlupfregelung (bei BMW Dynamische Stabilitäts-Control, DSC und Dynamische Traktions-Control, DTC genannt), ferner sechs Airbags (Fahrer-/Beifahrer, zwei Seitenairbags und durchgehende Kopfairbags). Seit September 2008 waren vorn serienmäßig aktive Kopfstützen vorhanden, die bei einem Heckaufprall die Gefahr eines Schleudertraumas verringern sollten. Beim Euro-NCAP-Crashtest erhielt der Wagen bei der Beurteilung der Insassensicherheit fünf von fünf Sternen (35 Punkte) und bei der Kindersicherheit vier Sterne (39 Punkte). Die Fußgängersicherheit wurde mit vier Punkten und einem Stern bewertet. Beim US-NCAP-Crashtest, der 2006 durchgeführt wurde, waren es vier Sterne im Frontalversuch und bei dem vom IIHS durchgeführten Test (ebenfalls 2006) wurde es beim Versuch „Moderate Front overlap“ mit „Good“ bewertet. Zusätzlich wurde es vom IIHS als „2006 Top Safety Pick Silver“ ausgezeichnet.
Kindersitze ließen sich an der Rückbank nur auf den Außensitzen sicher befestigen. Dort waren auch Isofix-Halterungen vorhanden. Für den Beifahrersitz waren Isofix-Halterung und abschaltbarer Airbag gegen Aufpreis erhältlich.

## Umwelt
Unter dem Begriff BMW EfficientDynamics waren mehrere technische Neuerungen zusammengefasst, die weniger Kraftstoffverbrauch bei gleichzeitig gesteigerter Leistung bewirkten.
Alle Ottomotoren waren in diesem Rahmen auf die strahlgeführte Direkteinspritzung (High Precision Injection) umgestellt. Der 335i erreichte die Abgasnorm EU4; ab März 2009 erreichten der 318i und 320i die Abgasnorm EU5, 325i (xDrive) und 330i (xDrive) seit September 2009. Aufgrund des bei Euro-5-Fahrzeugen im NEFZ-Prüfzyklus verwendeten Kraftstoffs mit höherem Ethanolanteil (E10) und damit geringerer Energiedichte stieg der nominelle Verbrauch um 0,1 l (325i) bis 0,5 l (318i).
Die Dieselmodelle hatten seit Herbst 2006 serienmäßig einen Partikelfilter. Der 318d, 320d (ohne Allradantrieb xDrive) und 330d (mit und ohne xDrive) erreichten die Abgasnorm Euro 5; der 320d mit xDrive und der 335d nur die Norm Euro 4. Ab März 2010 hielten alle Motoren die Abgasnorm Euro 5 ein. Für den 330d (Limousine; seit September 2008) und 320d (Limousine, Touring; ab März 2010) ohne Automatikgetriebe war zusätzlich ein Blue-Performance-Filter erhältlich, der durch einen Speicherkatalysator den Stickoxidausstoß reduzierte und somit die Einhaltung der Euro-6-Norm ermöglichte.

## Motoren
Ab September 2005 gab es für Großkunden eine „Fleet-Edition“ des 320d mit 110 kW (150 PS) und 340 Nm statt 120 kW (163 PS) des Serienmodells. Mit der Einführung des neuen Common-Rail-Turbodieselmotor im 320d mit einer maximalen Leistung von 130 kW (177 PS) leistete die Fleet-Edition nun maximal 120 kW (163 PS), wobei das maximale Drehmoment von 350 Nm im Vergleich zum Standardmodell gleich blieb.
Ab Frühjahr 2008 wurde der M3 wieder als Limousine angeboten, was es zuletzt bei der Baureihe E36 gab.
Im März 2010 kam die 320d-EfficientDynamics-Edition (nur als Limousine) mit maximal 120 kW (163 PS) statt 135 kW (184 PS) (maximales Drehmoment blieb mit 380 Nm gleich) auf dem deutschen Markt. Als Käufer erwartete BMW überwiegend Flottenkunden sowie ökologisch denkende Fahrer.
Mitte 2010 folgte (wieder für Großkunden) eine modifizierte „Fleet-Edition“ des 320d (als Limousine und Kombi) mit maximal 120 kW (163 PS) Leistung und 380 Nm maximalem Drehmoment statt der maximalen 120 kW (163 PS) Leistung und 350 Nm maximalem Drehmoment der Fleet-Edition von 2007. Dabei lag die Höchstgeschwindigkeit der Fleet-Edition um 6 km/h niedriger und die Beschleunigung von 0 auf 100 km/h dauerte 0,5 Sekunden länger. Die Werte für den Kraftstoffverbrauch (4,7 l/100 km) und den CO2-Ausstoß (125 g/km) entsprachen der Version für Privatkunden.
Ab Frühjahr 2011 wurde die EfficientDynamics-Edition auch für den Touring angeboten.
Gleichzeitig ersetzte BMW den Twinturbo des 335i durch einen einzelnen Turbolader mit zwei Einlaufspiralen (Twin-Scroll).

### Ottomotoren
| Modell          | Motorcode            | Hubraum  | Zylinder | max. Leistung                | max. Drehmoment          | Beschleunigung, 0–100 km/h (1) | Höchstgeschwindigkeit, vmax (1) | Verbrauch nach ECE (1)                     | Leergewicht (1)             | Bauzeitraum     |
| --------------- | -------------------- | -------- | -------- | ---------------------------- | ------------------------ | ------------------------------ | ------------------------------- | ------------------------------------------ | --------------------------- | --------------- |
| 316i (2)        | N45B16               | 1599 cm³ | R 4      | 90 kW (122 PS) bei 6000/min  | 160 Nm bei 4250/min      | 10,8 s                         | 210 km/h                        | 5,9 l/100 km                               | 1425 kg                     | 09/2007–10/2011 |
| 318i            | N46B20               | 1995 cm³ | R 4      | 95 kW (129 PS) bei 5750/min  | 180 Nm bei 3250/min      | 10,0 s                         | 208 km/h                        | 7,3 l/100 km                               | 1435 kg                     | 09/2005–03/2007 |
| 318i            | N43B20 (N46NB20) (3) | 1995 cm³ | R 4      | 105 kW (143 PS) bei 6000/min | 190 Nm bei 4250/min      | 9,1 s (9,5 s) [10,4 s]         | 210 km/h (210 km/h) [210 km/h]  | 6,3 l/100 km (6,3 l/100 km) [6,8 l/100 km] | 1435 kg (1505 kg) [1535 kg] | 09/2007–06/2012 |
| 320i            | N46B20               | 1995 cm³ | R 4      | 110 kW (150 PS) bei 6200/min | 200 Nm bei 3600/min      | 8,8 s                          | 220 km/h                        | 7,4 l/100 km                               | 1435 kg                     | 01/2005–03/2007 |
| 320i            | N43B20 (N46NB20) (3) | 1995 cm³ | R 4      | 125 kW (170 PS) bei 6700/min | 210 Nm bei 4250/min      | 8,2 s (8,4 s) [9,2 s]          | 228 km/h (226 km/h) [224 km/h]  | 6,4 l/100 km (6,4 l/100 km) [7,0 l/100 km] | 1445 kg (1505 kg) [1535 kg] | 09/2007–06/2012 |
| 320si (4)       | N45B20S              | 1997 cm³ | R 4      | 127 kW (173 PS) bei 7000/min | 200 Nm bei 4250/min      | 8,1 s                          | 225 km/h                        | 8,9 l/100 km                               | 1425 kg                     | 05/2006–08/2007 |
| 323i (5)        | N52B25               | 2497 cm³ | R 6      | 130 kW (177 PS) bei 5800/min | 230 Nm bei 3500–5000/min | 8,0 s                          | 228 km/h                        | 8,3 l/100 km                               | 1491 kg                     | 01/2005–03/2007 |
| 323i (5)        | N52B25               | 2497 cm³ | R 6      | 149 kW (203 PS) bei 6000/min | 244 Nm bei 4000/min      | 7,4 s                          | 210 km/h (6)                    | 9,2 l/100 km                               | 1500 kg                     | 09/2007–10/2010 |
| 325i            | N52B25               | 2497 cm³ | R 6      | 160 kW (218 PS) bei 6500/min | 250 Nm bei 2750–4250/min | 7,0 s                          | 245 km/h                        | 8,4 l/100 km                               | 1505 kg                     | 01/2005–08/2007 |
| 325xi           | N52B25               | 2497 cm³ | R 6      | 160 kW (218 PS) bei 6500/min | 250 Nm bei 2750–4250/min | 7,5/8,1 s                      | 242 km/h                        | 9,2 l/100 km                               | 1615 kg                     | 01/2005–08/2007 |
| 325i            | N53B30               | 2996 cm³ | R 6      | 160 kW (218 PS) bei 6100/min | 270 Nm bei 2400–4200/min | 6,7 s (6,9 s) [7,3 s]          | 250 km/h (248 km/h) [246 km/h]  | 7,2 l/100 km (7,3 l/100 km) [7,6 l/100 km] | 1505 kg (1565 kg) [1595 kg] | 09/2007–06/2012 |
| 325i xDrive     | N53B30               | 2996 cm³ | R 6      | 160 kW (218 PS) bei 6100/min | 270 Nm bei 2400–4200/min | 7,3/7,7 s (7,7 s) [8,1 s]      | 244 km/h (242 km/h) [240 km/h]  | 8,1 l/100 km (8,2 l/100 km) [8,3 l/100 km] | 1615 kg (1715 kg) [1735] kg | 09/2007–06/2012 |
| 328i (5)        | N52B30               | 2996 cm³ | R 6      | 172 kW (233 PS) bei 6500/min | 270 Nm bei 2750/min      | 6,7 s                          | 210 km/h (6)                    | 9,1 l/100 km                               | 1525 kg                     | 09/2007–10/2011 |
| 330i            | N52B30               | 2996 cm³ | R 6      | 190 kW (258 PS) bei 6600/min | 300 Nm bei 2500–4000/min | 6,3 s                          | 250 km/h (6)                    | 8,7 l/100 km                               | 1555 kg                     | 01/2005–03/2007 |
| 330xi           | N52B30               | 2996 cm³ | R 6      | 190 kW (258 PS) bei 6600/min | 300 Nm bei 2500–4000/min | 6,4/6,9 s                      | 250 km/h (6)                    | 9,6 l/100 km                               | 1655 kg                     | 01/2005–03/2007 |
| 330i            | N53B30               | 2996 cm³ | R 6      | 200 kW (272 PS) bei 6700/min | 320 Nm bei 2750–3000/min | 6,1 s (6,2 s) [6,4 s]          | 250 km/h (6)                    | 7,4 l/100 km (7,6 l/100 km) [7,9 l/100 km] | 1555 kg (1615 kg) [1630 kg] | 09/2007–06/2012 |
| 330i xDrive     | N53B30               | 2996 cm³ | R 6      | 200 kW (272 PS) bei 6700/min | 320 Nm bei 2750–3000/min | 6,2 s (6,4 s) [6,6 s]          | 250 km/h (6)                    | 8,2 l/100 km (8,2 l/100 km) [8,3 l/100 km] | 1655 kg (1715 kg) [1735 kg] | 09/2007–06/2012 |
| 335i (7)        | N54B30               | 2979 cm³ | R 6      | 225 kW (306 PS) bei 5800/min | 400 Nm bei 1300–5000/min | 5,6 s                          | 250 km/h (6)                    | 9,1 l/100 km                               | 1610 kg                     | 09/2006–02/2010 |
| 335i xDrive (7) | N54B30               | 2979 cm³ | R 6      | 225 kW (306 PS) bei 5800/min | 400 Nm bei 1300–5000/min | 5,5 s                          | 250 km/h (6)                    | 9,7 l/100 km                               | 1720 kg                     | 09/2006–02/2010 |
| 335i (8)        | N55B30               | 2979 cm³ | R 6      | 225 kW (306 PS) bei 5800/min | 400 Nm bei 1200–5000/min | 5,6 s (5,7 s) [5,9 s]          | 250 km/h (6)                    | 8,4 l/100 km (8,5 l/100 km) [8,7 l/100 km] | 1610 kg (1670 kg) [1685 kg] | 03/2010–06/2012 |
| 335i xDrive (8) | N55B30               | 2979 cm³ | R 6      | 225 kW (306 PS) bei 5800/min | 400 Nm bei 1200–5000/min | 5,4 s (5,5 s) [5,6 s]          | 250 km/h (6)                    | 8,8 l/100 km (8,8 l/100 km) [9,2 l/100 km] | 1690 kg (1735 kg) [1750 kg] | 03/2010–06/2012 |
| M3 (9)          | S65B40               | 3999 cm³ | V 8      | 309 kW (420 PS) bei 8300/min | 400 Nm bei 3900/min      | 4,9 s                          | 250 km/h (6)                    | 12,4 l/100 km                              | 1680 kg                     | 09/2008–07/2013 |

### Dieselmotoren
| Modell                                | Motorcode | Hubraum  | Zylinder | max. Leistung                     | max. Drehmoment          | Beschleunigung, 0–100 km/h (1) | Höchstgeschwindigkeit, vmax (1) | Verbrauch nach ECE (1)                     | Leergewicht (1)             | Bauzeit             |
| ------------------------------------- | --------- | -------- | -------- | --------------------------------- | ------------------------ | ------------------------------ | ------------------------------- | ------------------------------------------ | --------------------------- | ------------------- |
| 316d                                  | N47D20    | 1995 cm³ | R 4      | 85 kW (116 PS) bei 4000/min       | 260 Nm bei 1750–2500/min | 10,9 s (11,2 s)                | 202 km/h (200 km/h)             | 4,5 l/100 km (4,5 l/100 km)                | 1475 kg (1550 kg)           | 09/2009–10/2011 (2) |
| 318d                                  | M47D20TÜ2 | 1995 cm³ | R 4      | 90 kW (122 PS) bei 4000/min       | 280 Nm bei 1750–2500/min | 10,6 s                         | 206 km/h                        | 5,6 l/100 km                               | 1505 kg                     | 09/2005–08/2007     |
| 318d                                  | N47D20    | 1995 cm³ | R 4      | 105 kW (143 PS) bei 4000/min      | 300 Nm bei 1750–2000/min | 9,3 s (9,4 s) [9,6 s]          | 210 km/h (210 km/h) [210 km/h]  | 4,7 l/100 km (4,5 l/100 km) [5,4 l/100 km] | 1505 kg (1565 kg) [1580 kg] | 09/2007–03/2009     |
| 318d                                  | N47D20    | 1995 cm³ | R 4      | 105 kW (143 PS) bei 4000/min      | 300 Nm bei 1750–2500/min | 9,3 s (9,4 s) [9,6 s]          | 210 km/h (210 km/h) [210 km/h]  | 4,7 l/100 km (4,5 l/100 km) [5,4 l/100 km] | 1505 kg (1565 kg) [1580 kg] | 03/2009–02/2010     |
| 318d                                  | N47D20    | 1995 cm³ | R 4      | 105 kW (143 PS) bei 4000/min      | 320 Nm bei 1750–2500/min | 9,1 s                          | 210 km/h                        | 4,5 l/100 km                               | 1490 kg                     | 03/2010–06/2012     |
| 320d Edition Fleet                    | M47D20TÜ2 | 1995 cm³ | R 4      | 110 kW (150 PS) bei 4000/min      | 340 Nm bei 2000/min      | 8,7 s                          | 220 km/h                        | 5,7 l/100 km                               | 1505 kg                     | 09/2005–08/2007     |
| 320d                                  | M47D20TÜ2 | 1995 cm³ | R 4      | 120 kW (163 PS) bei 4000/min      | 340 Nm bei 2000–2750/min | 8,3 s                          | 225 km/h                        | 5,7 l/100 km                               | 1505 kg                     | 01/2005–08/2007     |
| 320d Edition Fleet                    | N47D20    | 1995 cm³ | R 4      | 120 kW (163 PS) bei 4000/min      | 350 Nm bei 1750–2500/min | 8,2 s                          | 226 km/h                        | 4,8 l/100 km                               | 1580 kg                     | 09/2007–06/2010     |
| 320d Edition Fleet                    | N47D20    | 1995 cm³ | R 4      | 120 kW (163 PS) bei 4200/min      | 380 Nm bei 1900–2750/min | 8,0 s                          | 228 km/h                        | 4,7 l/100 km                               | 1495 kg                     | 07/2010–02/2012     |
| 320d "Efficient-Dynamics" Edition (3) | N47D20    | 1995 cm³ | R 4      | 120 kW (163 PS) bei 3250–4200/min | 380 Nm bei 1900–2750/min | 8,0 s (8,3 s)                  | 228 km/h (223 km/h)             | 4,1 l/100 km (4,3 l/100 km)                | 1495 (1580 kg)              | 03/2010–10/2011     |
| 320d                                  | N47D20    | 1995 cm³ | R 4      | 130 kW (177 PS) bei 4000/min      | 350 Nm bei 1750–3000/min | 7,9 s                          | 230 km/h                        | 4,8 l/100 km                               | 1505 kg                     | 09/2007–02/2010     |
| 320d xDrive                           | N47D20    | 1995 cm³ | R 4      | 130 kW (177 PS) bei 4000/min      | 350 Nm bei 1750–3000/min | 8,2 s                          | 224 km/h                        | 5,4 l/100 km                               | 1600 kg                     | 09/2008–02/2010     |
| 320d                                  | N47D20    | 1995 cm³ | R 4      | 135 kW (184 PS) bei 4000/min      | 380 Nm bei 1900–2750/min | 7,5 s (7,7 s) [7,9 s]          | 235 km/h (233 km/h) [231 km/h]  | 4,7 l/100 km (4,8 l/100 km) [5,4 l/100 km] | 1505 (1580) [1595 kg]       | 03/2010–09/2010     |
| 320d                                  | N47D20    | 1995 cm³ | R 4      | 135 kW (184 PS) bei 4000/min      | 380 Nm bei 1750–2750/min | 7,5 s (7,7 s) [7,9 s]          | 235 km/h (233 km/h) [231 km/h]  | 4,7 l/100 km (4,8 l/100 km) [5,4 l/100 km] | 1505 (1580) [1595 kg]       | 09/2010–10/2011     |
| 320d xDrive                           | N47D20    | 1995 cm³ | R 4      | 135 kW (184 PS) bei 4000/min      | 380 Nm bei 1900–2750/min | 7,9 s (8,2 s) [8,4 s]          | 230 km/h (228 km/h) [226 km/h]  | 5,2 l/100 km (5,3 l/100 km) [5,8 l/100 km] | 1600 kg (1665 kg) [1680 kg] | 03/2010–06/2012     |
| 320d xDrive                           | N47D20    | 1995 cm³ | R 4      | 135 kW (184 PS) bei 4000/min      | 380 Nm bei 1750–2750/min | 7,9 s (8,2 s) [8,4 s]          | 230 km/h (228 km/h) [226 km/h]  | 5,2 l/100 km (5,3 l/100 km) [5,8 l/100 km] | 1600 kg (1665 kg) [1680 kg] | 09/2010–10/2011     |
| 325d                                  | M57D30TÜ2 | 2993 cm³ | R 6      | 145 kW (197 PS) bei 4000/min      | 400 Nm bei 1300–3250/min | 7,4 s                          | 235 km/h                        | 6,4 l/100 km                               | 1600 kg (1665 kg) [1680 kg] | 09/2006–02/2010     |
| 325d                                  | N57D30    | 2993 cm³ | R 6      | 150 kW (204 PS) bei 3750/min      | 430 Nm bei 1750–2500/min | 7,0 s (7,2 s) [7,3 s]          | 242 km/h (240 km/h) [238 km/h]  | 5,7 l/100 km (5,8 l/100 km) [6,2 l/100 km] | 1600 kg (1665 kg) [1680 kg] | 03/2010–09/2013     |
| 330d                                  | M57D30TÜ2 | 2993 cm³ | R 6      | 170 kW (231 PS) bei 4000/min      | 500 Nm bei 1750–3000/min | 6,7 s                          | 250 km/h (4)                    | 6,5 l/100 km                               | 1610 kg                     | 09/2005–09/2008     |
| 330xd                                 | M57D30TÜ2 | 2993 cm³ | R 6      | 170 kW (231 PS) bei 4000/min      | 500 Nm bei 1750–3000/min | 6,6/6,7 s                      | 242 km/h                        | 7,2 l/100 km                               | 1710 kg                     | 09/2005–09/2008     |
| 330d                                  | N57D30OL  | 2993 cm³ | R 6      | 180 kW (245 PS) bei 4000/min      | 520 Nm bei 1750–3000/min | 6,1 s (6,2 s) [6,3 s]          | 250 km/h (4)                    | 5,7 l/100 km (5,9 l/100 km) [6,3 l/100 km] | 1610 kg (1675 kg) [1690 kg] | 09/2008–06/2012     |
| 330d xDrive                           | N57D30OL  | 2993 cm³ | R 6      | 180 kW (245 PS) bei 4000/min      | 520 Nm bei 1750–3000/min | 5,9 s (6,0 s) [6,1 s]          | 247 (245) [245] km/h            | 6,5 l/100 km (6,6 l/100 km) [6,9 l/100 km] | 1710 kg (1775 kg) [1790 kg] | 09/2008–06/2012     |
| 335d (5)                              | M57D30TÜ2 | 2993 cm³ | R 6      | 210 kW (286 PS) bei 4400/min      | 580 Nm bei 1750–2250/min | 6,0 s [6,1 s]                  | 250 km/h (4)                    | 6,7 l/100 km [6,7 l/100 km]                | 1655 [1720 kg]              | 09/2006–06/2012     |

Quelle für E91 ab 2007

## Modellpflege
Im September 2008 wurden Limousine und Touring überarbeitet. Im Vergleich zu vorhergegangenen Veränderungen anderer BMW-Modelle fielen die Änderungen beim E90 und E91 relativ umfangreich aus.

### Design
BMW änderte Front- und Heckschürze und die Motorhaube erhielt zwei sogenannte Charakterlinien. Die Außenspiegel wurden einer EU-Norm entsprechend größer gestaltet. Die Frontscheinwerfer bekamen eine matte Blende oberhalb der Reflektoren, die Heckleuchten waren nun L-förmig. Zudem wurde die BMW-Niere neu gestaltet (Entfall des Chromstreifens auf der Motorhaube) und die seitliche Linienführung etwas gestreckt.
Im Interieur kamen nun hochwertigere Stoffe und Zierleisten zum Einsatz, auch einige Bedienelemente wurden geändert.

### Technik
Neben der Verbreiterung der Spur und dem Einsatz von LED-Leuchtmitteln (bei den Blinkern und Rücklichtern) wurden die vorderen Sitze mit crashaktiven Kopfstützen ausgestattet. Die Xenonscheinwerfer konnten mit einer variablen Lichtverteilung erweitert werden.
Technische Anpassungen gab es auch beim optionalen „Navigationssystem Professional“, das mit einer internen Festplatte versehen worden war und nun von Harman-Becker (vorher: Siemens-VDO) geliefert wurde. Außerdem hielt die neue Generation des BMW iDrive samt Internetzugang (Sonderausstattung) Einzug.

### Motoren
Bei den Motoren wurde der 330d geändert, der dann maximal 180 kW (245 PS) mobilisierte (zuvor maximal 170 kW / 231 PS). Zur Reduzierung des Stickoxidausstoßes wurde für den 330d auch der Speicherkatalysator „Blue Performance“ angeboten. Damit verbesserte sich das Modell auf die EU6-Norm.
Eine weitere Neuerung war ab 2007 die Umstellung auf den N53-Motor im 325, 328 und 330i: Dieser basiert weitestgehend auf dem N52, jedoch wurde der Motor von einer Saugrohreinspritzung auf eine Direkteinspritzung geändert. Wegen gesteigertem Ausstoß von NOx-Gasen, wurde auch ein NOx-Katalysator und ein zugehöriger Sensor verbaut. Somit konnte bei diesen Modellen der Normverbrauch jeweils um ca. 1 Liter gesenkt werden.
Weiterhin wurde im Zuge des Facelifts der Motor des 335i geändert: Die beiden getrennten Turbolader wurden durch einen einzelnen Lader in Twin-Scroll-Technologie ersetzt. Damit erfüllte der 335i nun die Euro-5-Norm (vorher: Euro 4). Der Normverbrauch sank auf diese Weise bei gleicher Leistung um etwa 1 Liter und der Drehmomentverlauf war nun gleichmäßiger.
Der 320d war nun auch mit dem Allradsystem xDrive erhältlich.

### Preisänderungen
Die Grundpreise aller Modelle wurden leicht angehoben. Durch mehrere Sonderausstattungen, welche nun in die Serienausstattung übernommen wurden, glich sich die Preiserhöhung nahezu aus. Allerdings erhöhten sich die Preise vieler Sonderausstattungen.

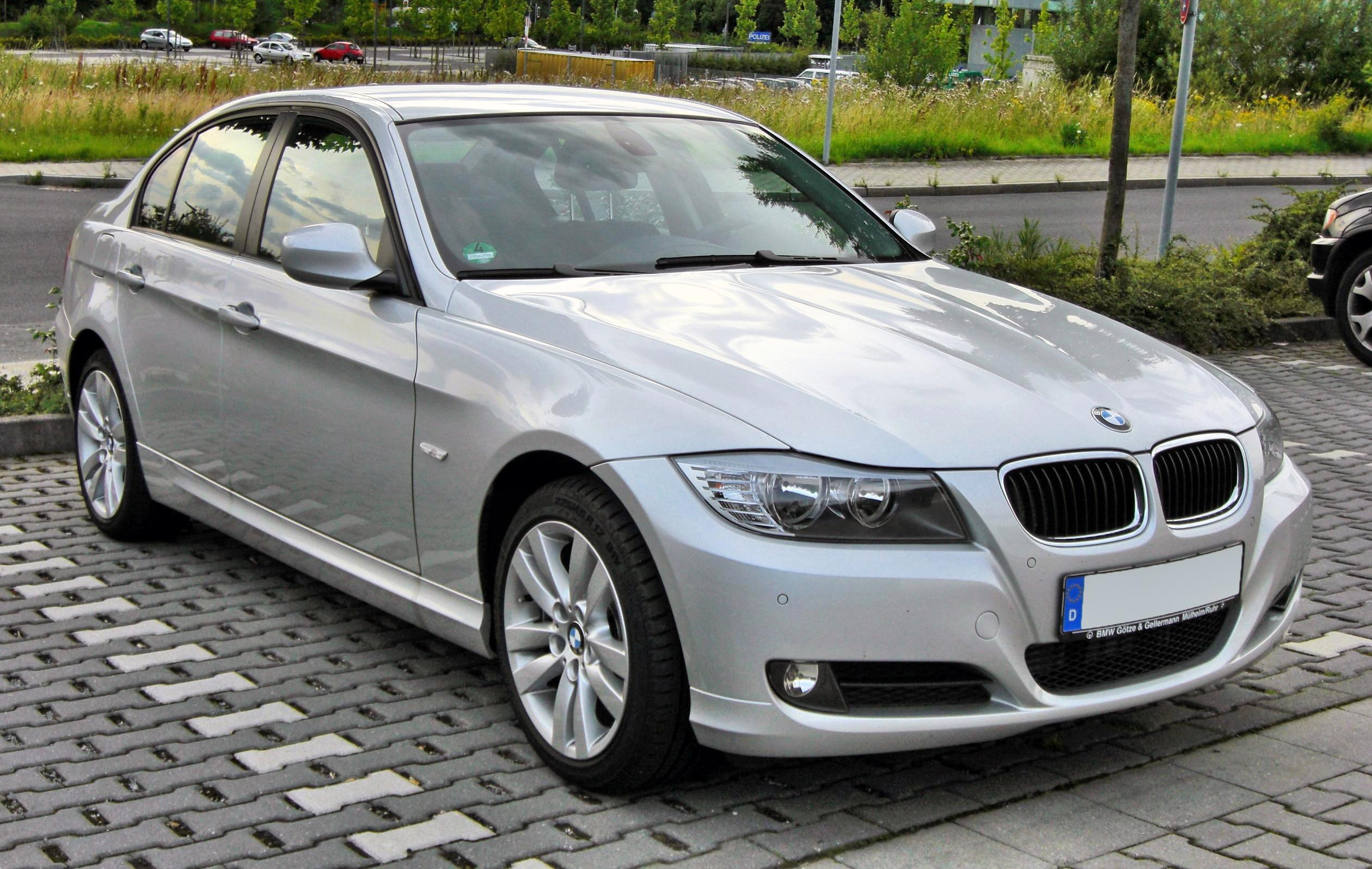
BMW 3er Limousine (2008–2011)
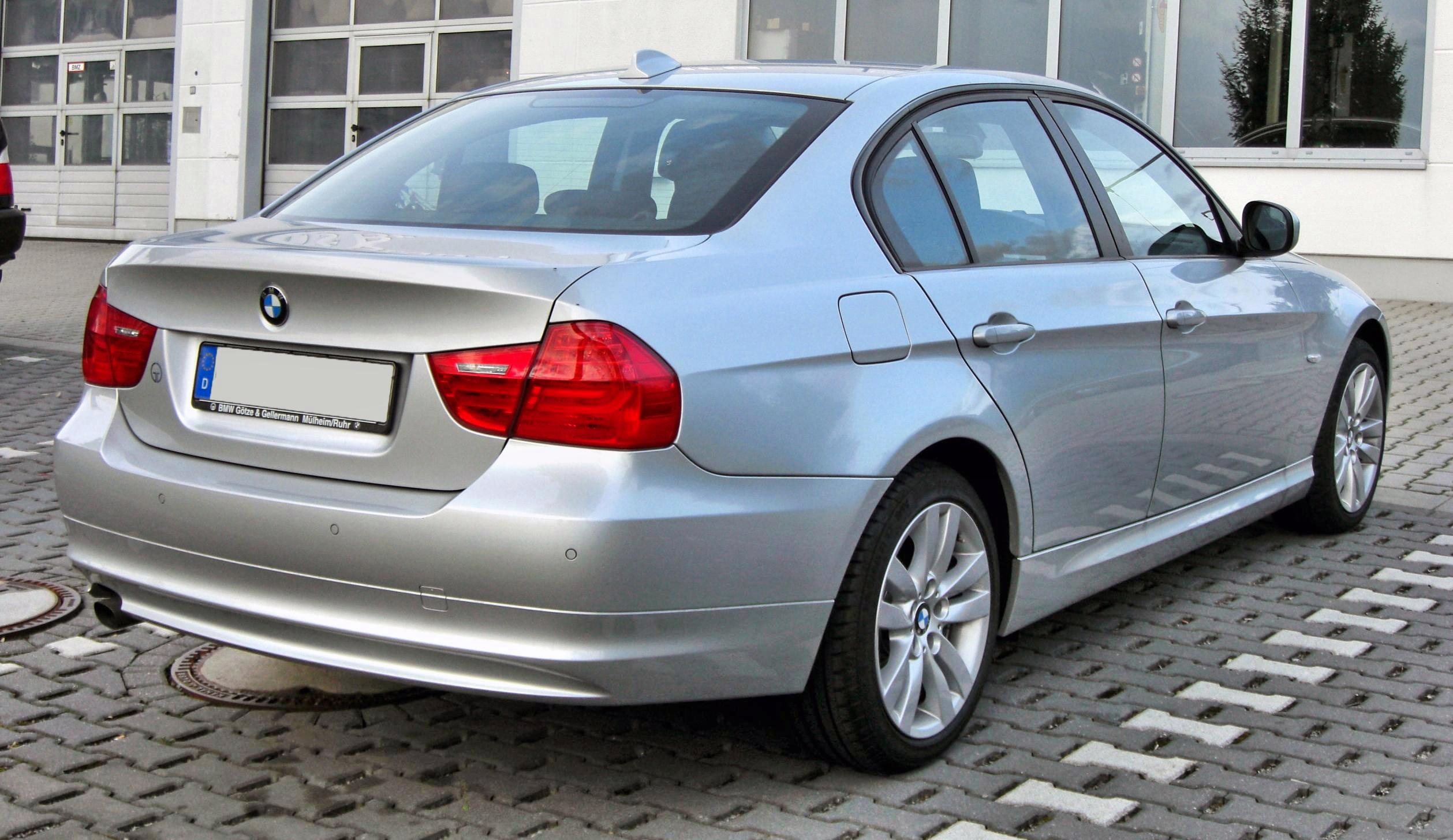
Heckansicht
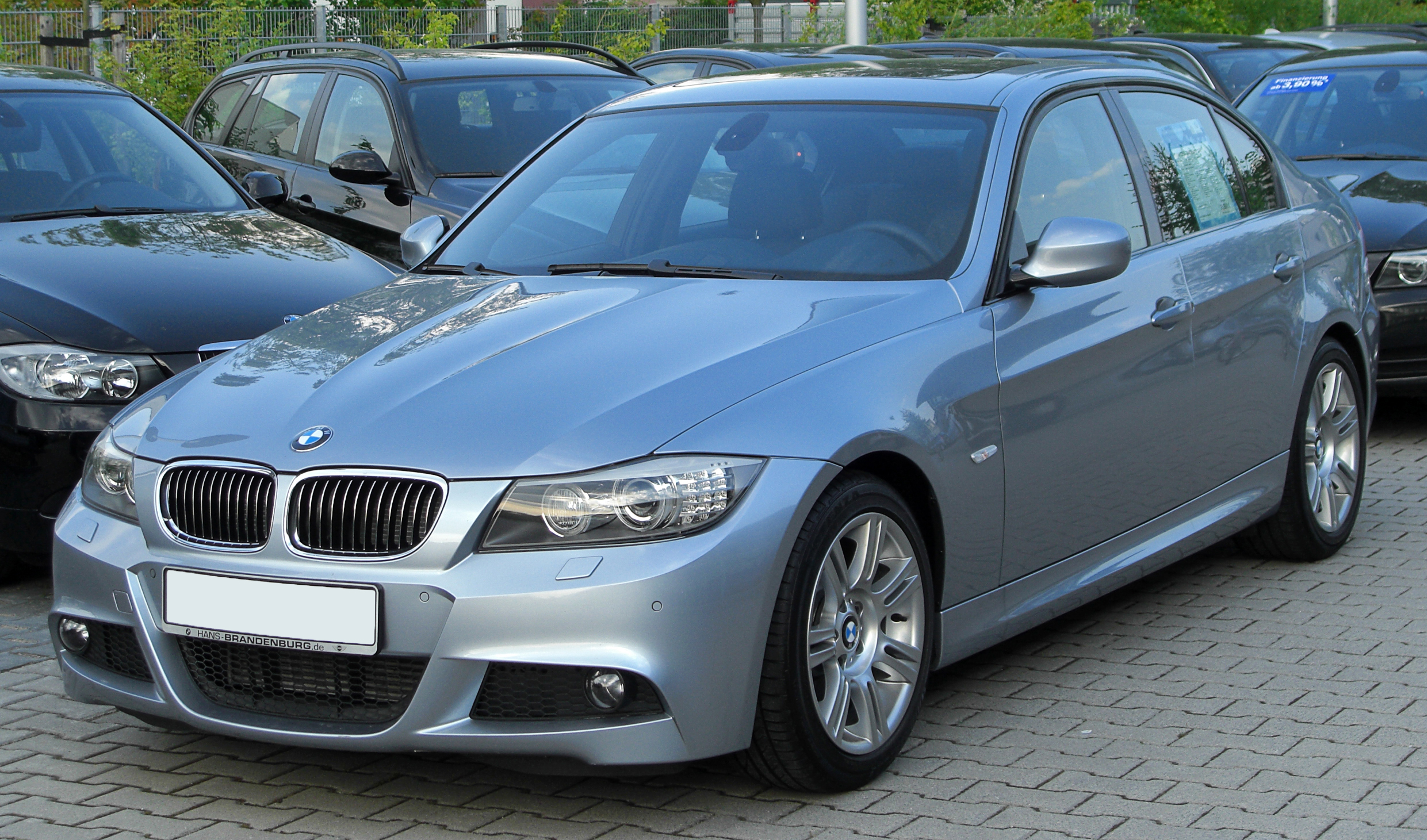
BMW 325d M Sportpaket
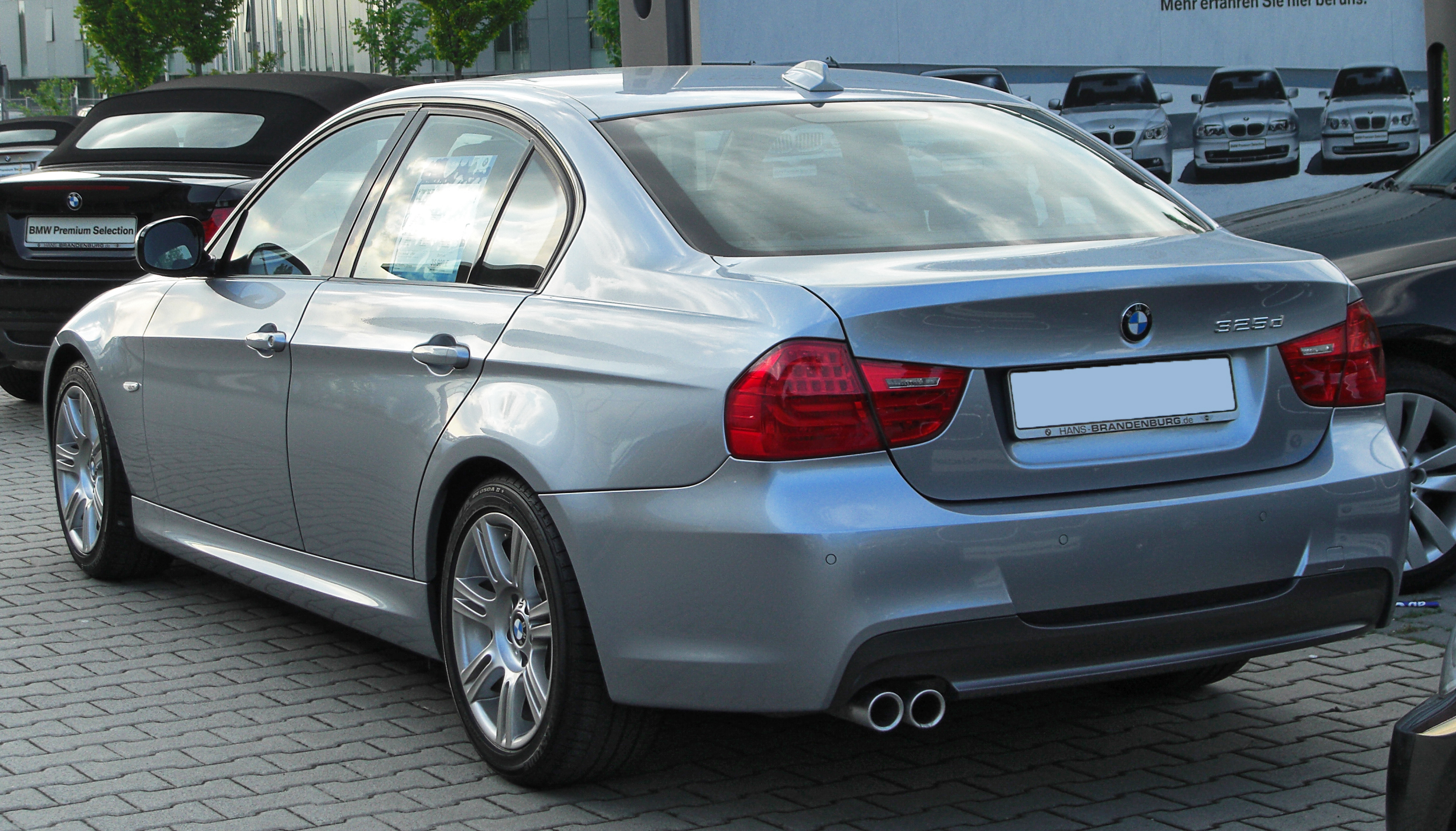
BMW 325d M Sportpaket
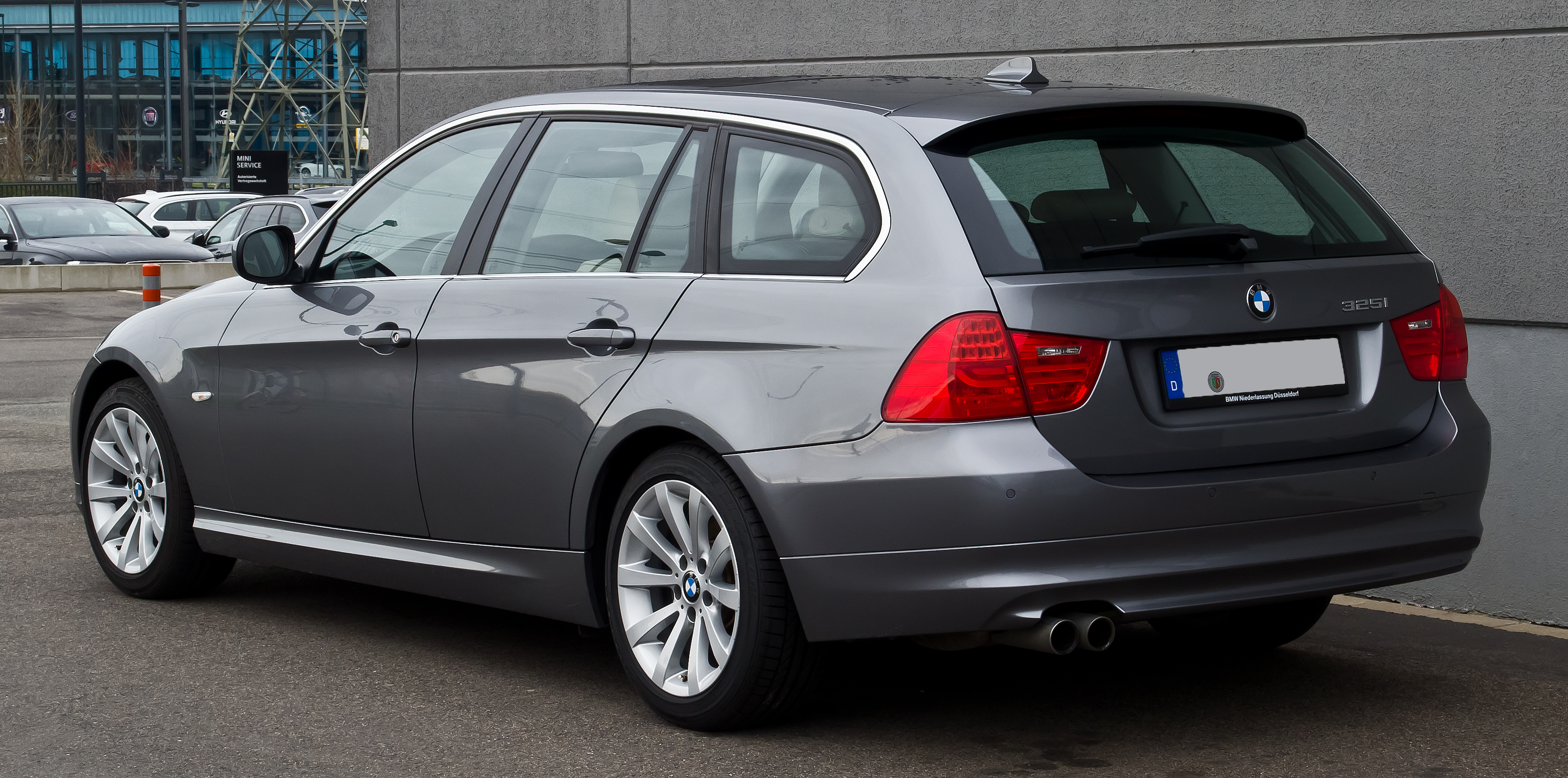
BMW 3er Touring (2008–2012)
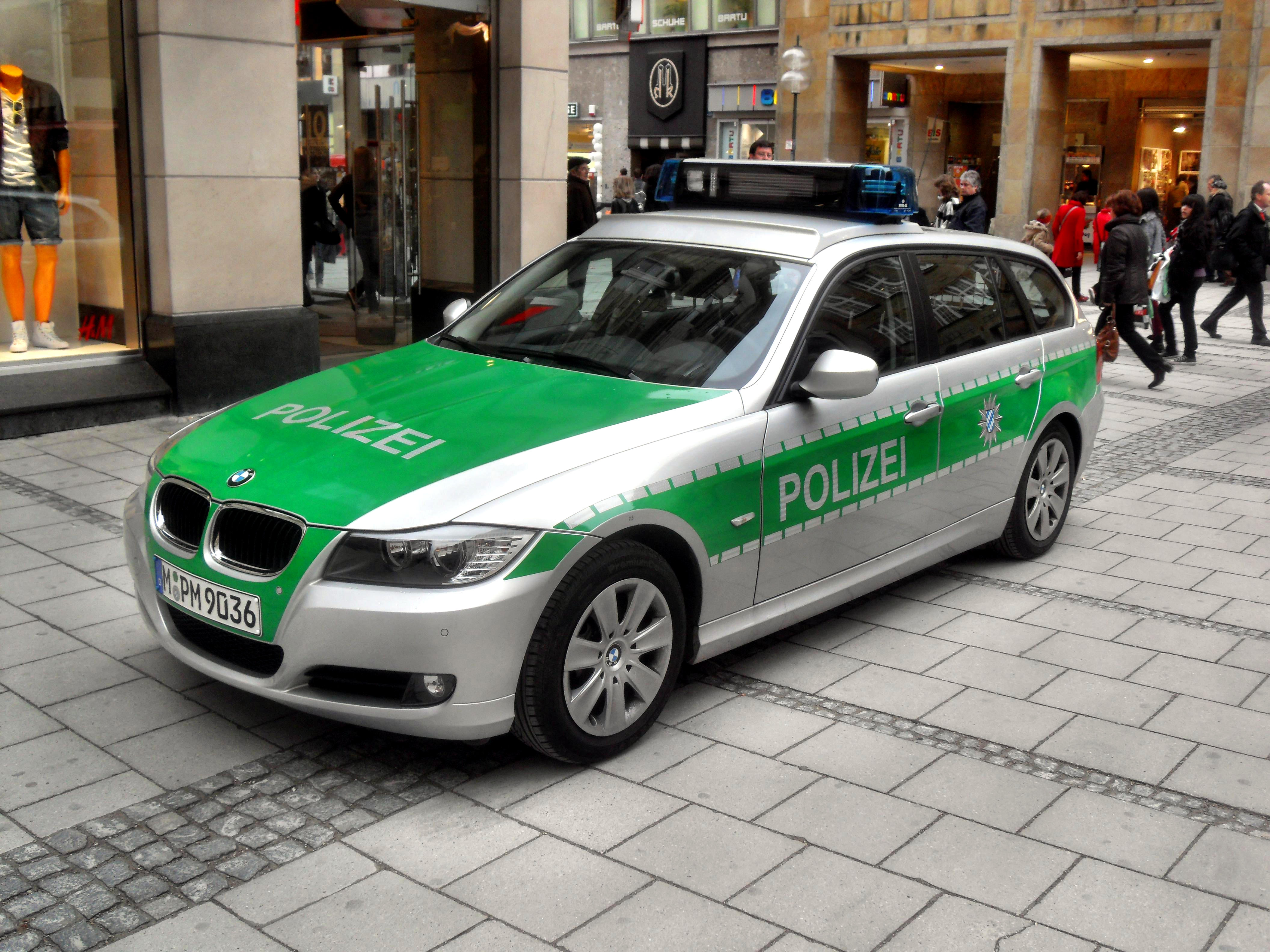
BMW E91NM als Streifenwagen des Polizeipräsidiums München

## Coupé und Cabriolet

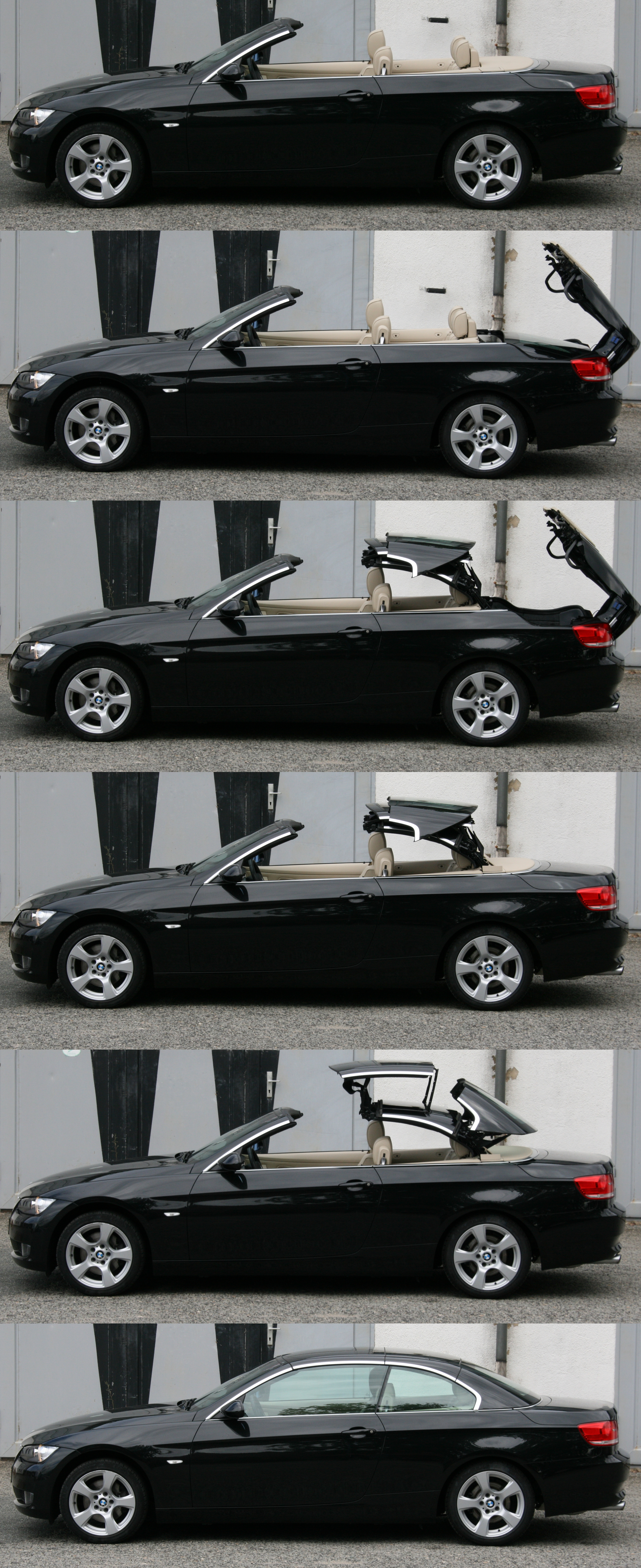
Stufen des Verdeckschließvorgangs

Im September 2006 kam das 3er-Coupé (E92) in den Handel, während das Cabriolet (E93) ab März 2007 erhältlich war. Beide Modelle wurden ursprünglich als eigene 4er-Serie entwickelt, weshalb Karosserie, Fahrwerk und Interieur im Vergleich zur Baureihe E90/E91 eigenständig waren. Für den cw-Wert des 335i-Coupés wird 0,28 angegeben.
Vor dem Verkaufsstart wurde jedoch zugunsten des bestehenden Images bei der Klientel der M3-Serie (E46 Coupé und Cabrio) entschieden, die neue Baureihe als 3er-Serie zu vermarkten, um die Marke M3 nicht zu beschädigen. Beim Nachfolgemodell des Coupés BMW F32, das seit 2013 erhältlich ist, wurde dies jedoch realisiert. Das neue Coupé wird nun unabhängig von der neuen 3er Limousine BMW F30 als eigenständige 4er-Reihe vermarktet.
E92 und E93 wurden ausschließlich im Werk Regensburg montiert. Neu war das Modell 335i, dessen Motor 3,0 Liter Hubraum und TwinTurbo sowie Benzin-Direkteinspritzung mit Piezo-Injektoren hatte. Dies markierte nach 20 Jahren die Rückkehr von BMW zur Turbotechnologie bei benzinbetriebenen Fahrzeugen.
Das Cabrio hatte ein variables Stahldach, dessen Bezeichnung VHT versenkbares Hardtop bedeutet. Erstmals wurde hier die schlanke Designline eines typischen 3er-BMWs mit einem klappbaren Stahldach realisiert.
Das dreiteilige Dach reduzierte den verbleibenden Kofferraum allerdings stärker als konventionelle Soft-Tops oder zweiteilige Klappdächer.

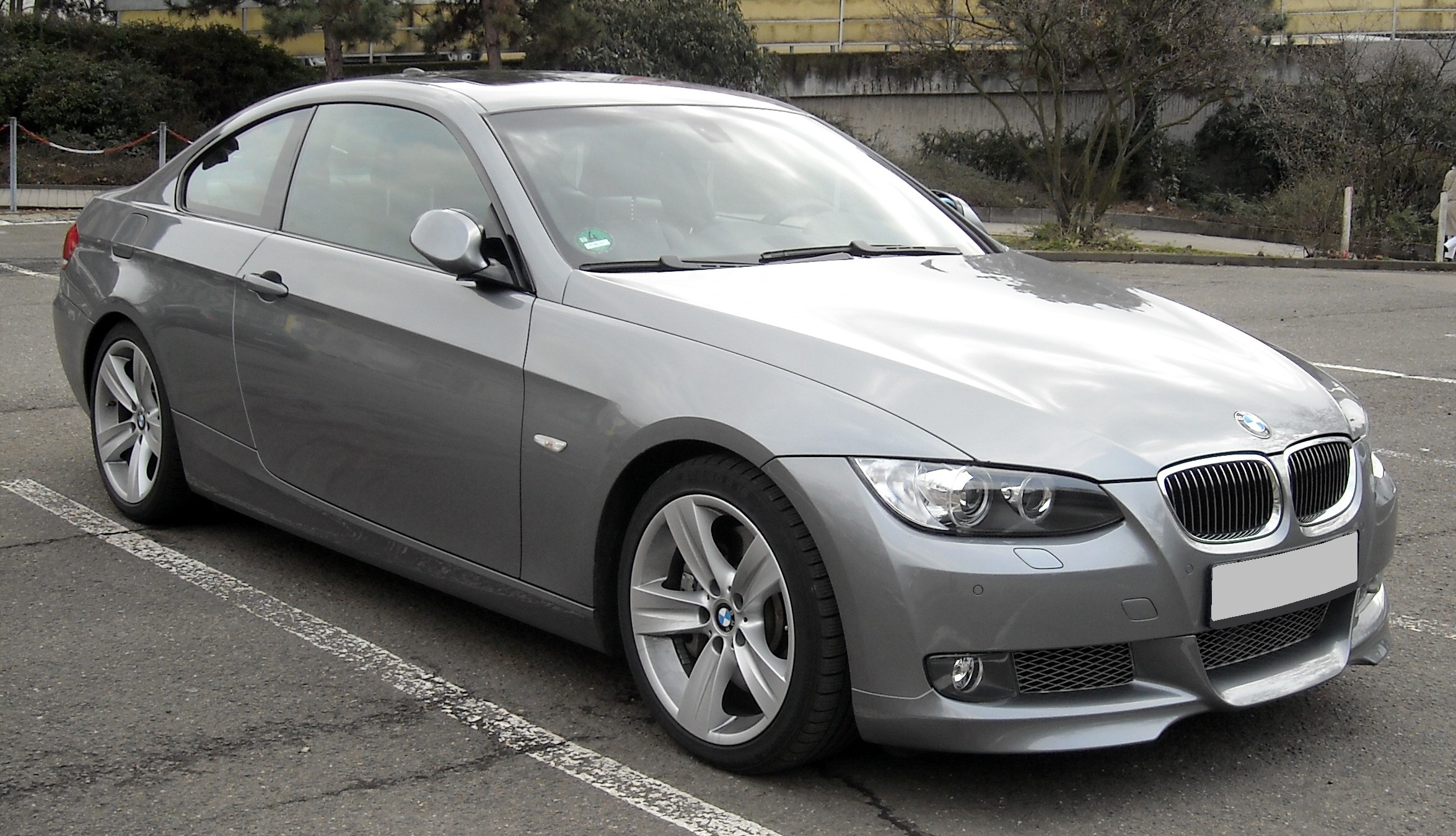
BMW 3er Coupé (2006–2010; mit Aerodynamik-Paket)
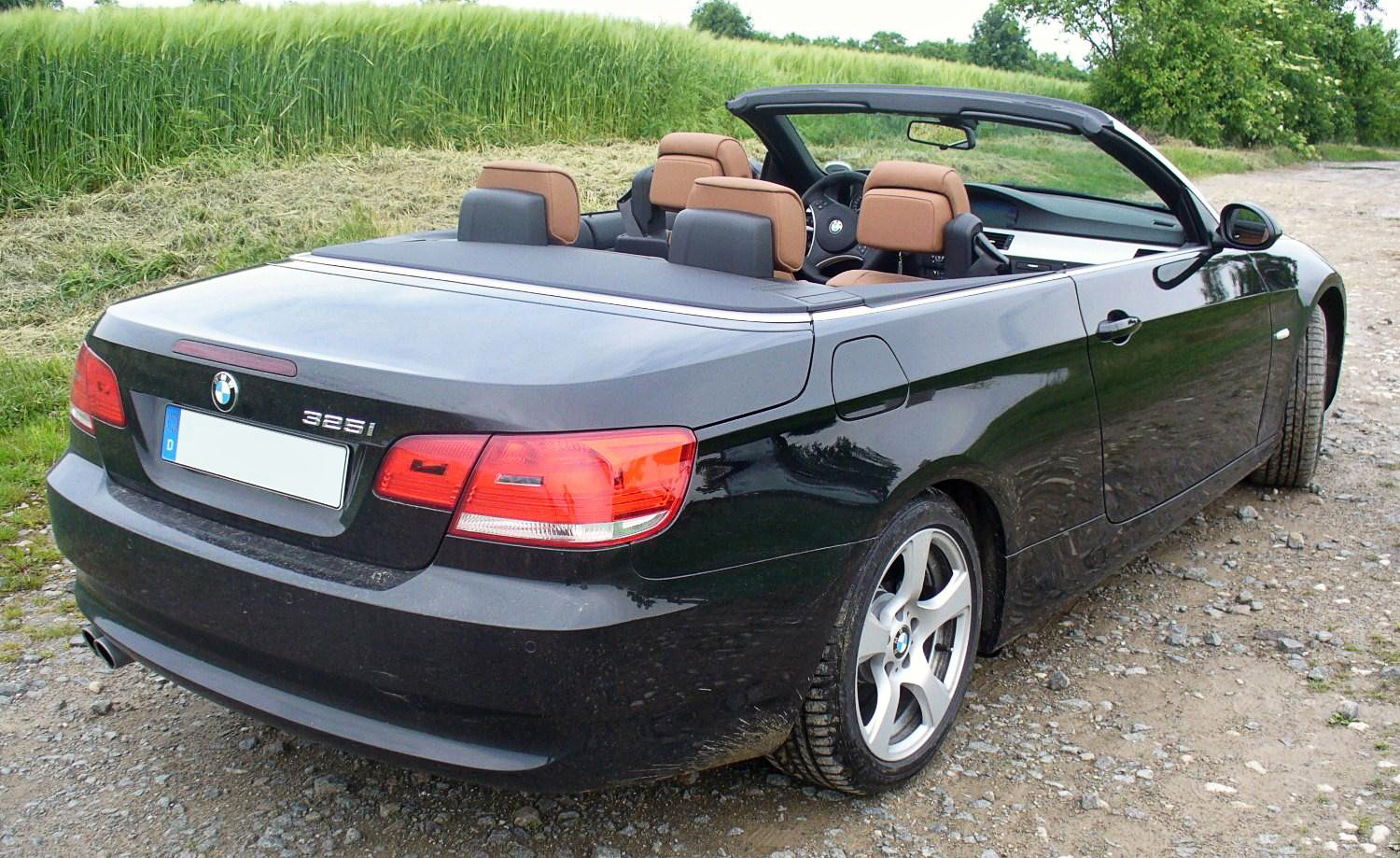
BMW 3er Cabriolet (2007–2010)
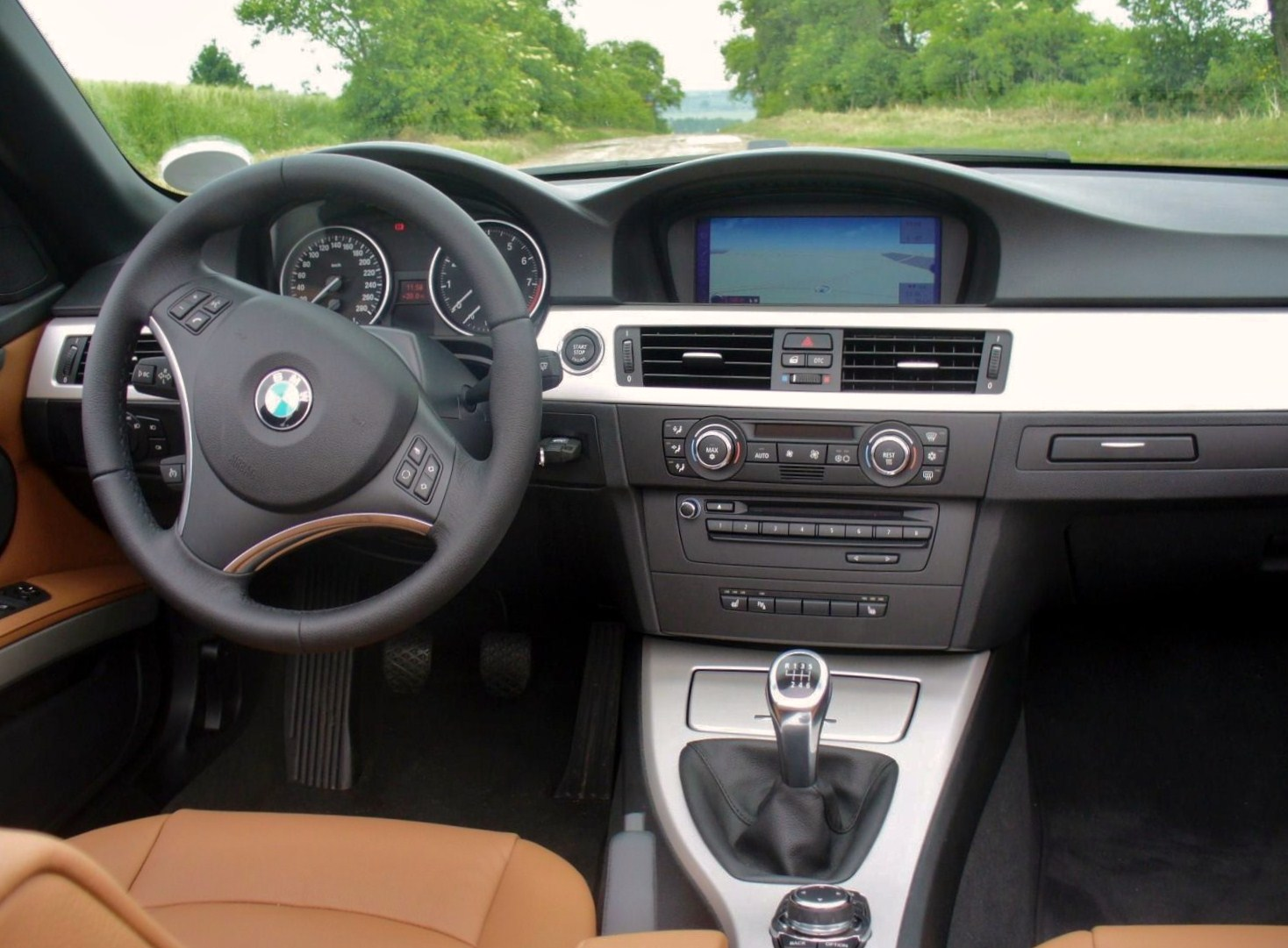
Interieur des 3er Cabrio

### Modellpflege
Im März 2010 wurden Coupé und Cabrio überarbeitet.
Im Vergleich zur Modellpflege bei Limousine (E90) und Touring (E91) fielen die Veränderungen weniger umfangreich aus. Es wurden die Front- und Heckschürze sowie die Leuchten geändert. Die BMW-Niere wurde neu gestaltet. Der Innenraum wurde dezent aufgewertet.
Ähnlich der 5er-Reihe wurden die Tagfahrlichtringe in LED-Technik ausgeführt (Sonderausstattung).
Der neue Motor beim 325i lieferte im Cabrio bei unveränderter Leistung, aber gestiegenem Hubraum auf 2996 cm³ nun 270 Nm statt 250 Nm maximales Drehmoment.

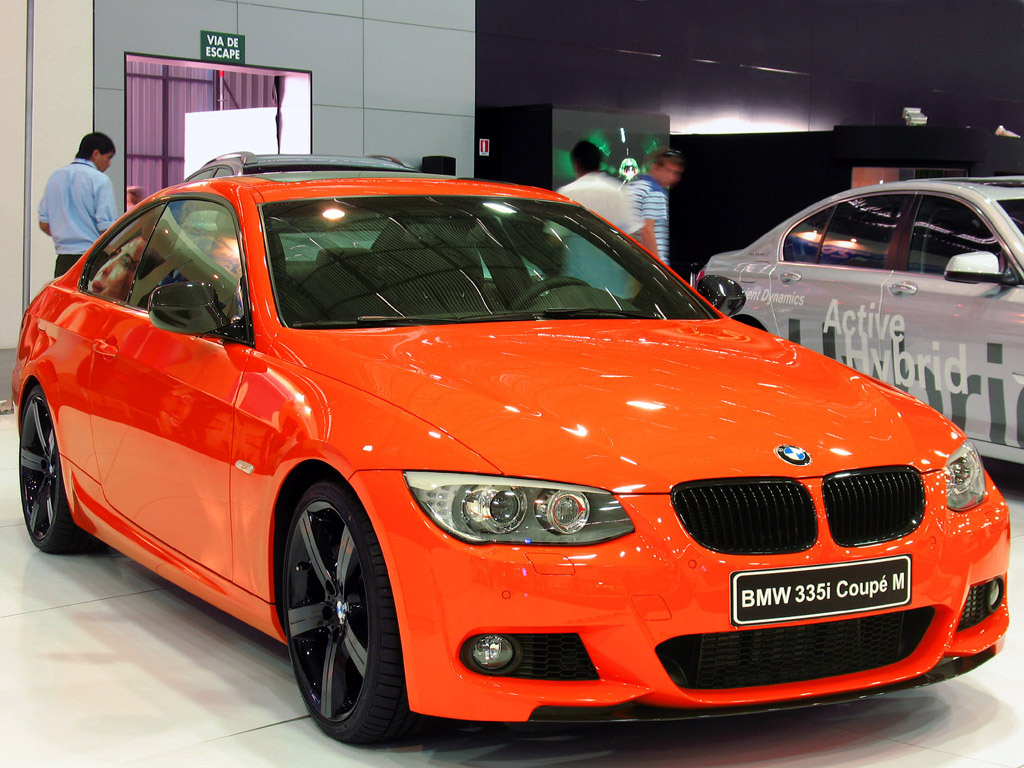
BMW 335i Coupé (2010–2013)
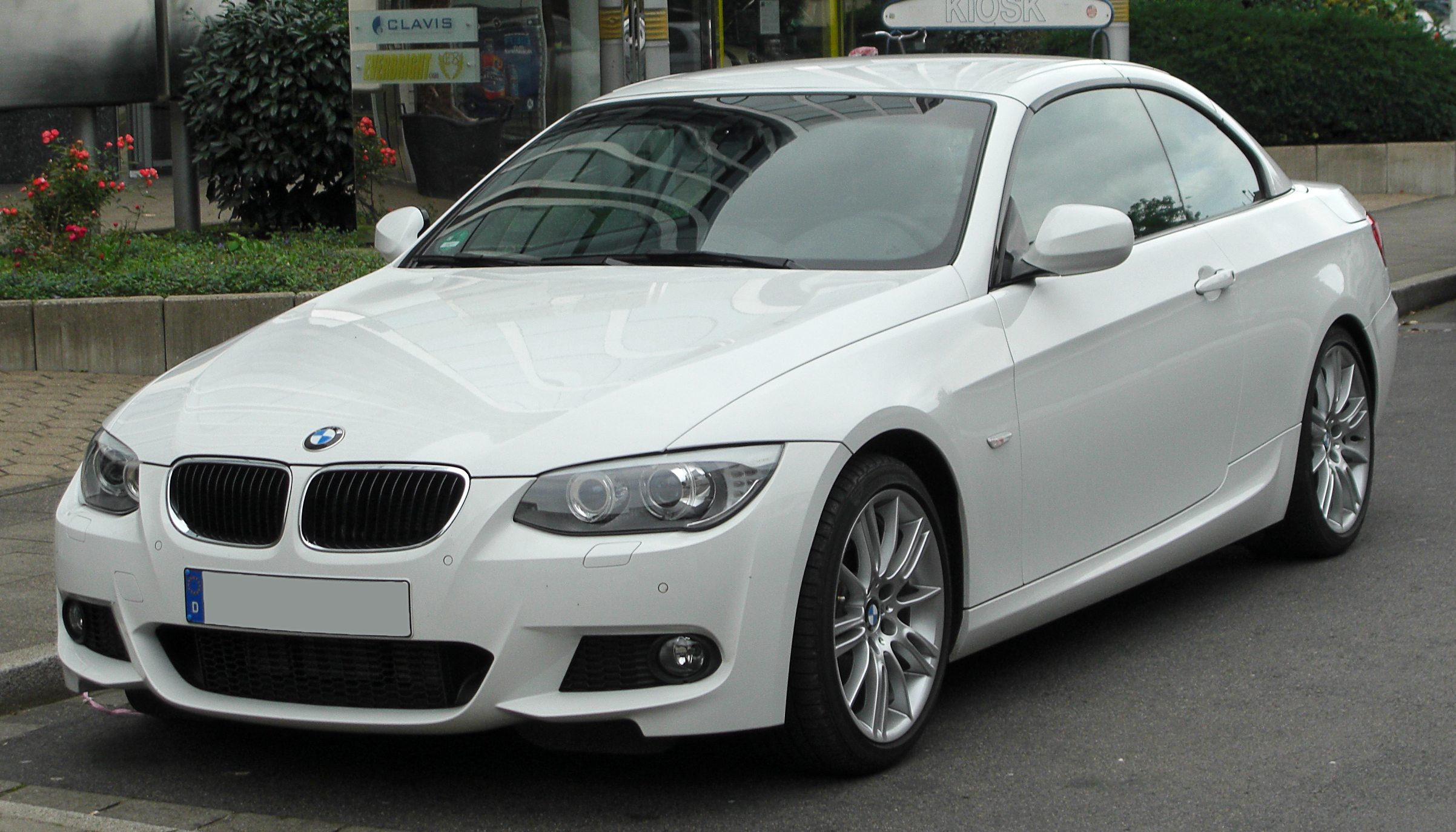
BMW 320d Cabriolet (2010–2013; mit M-Sportpaket)
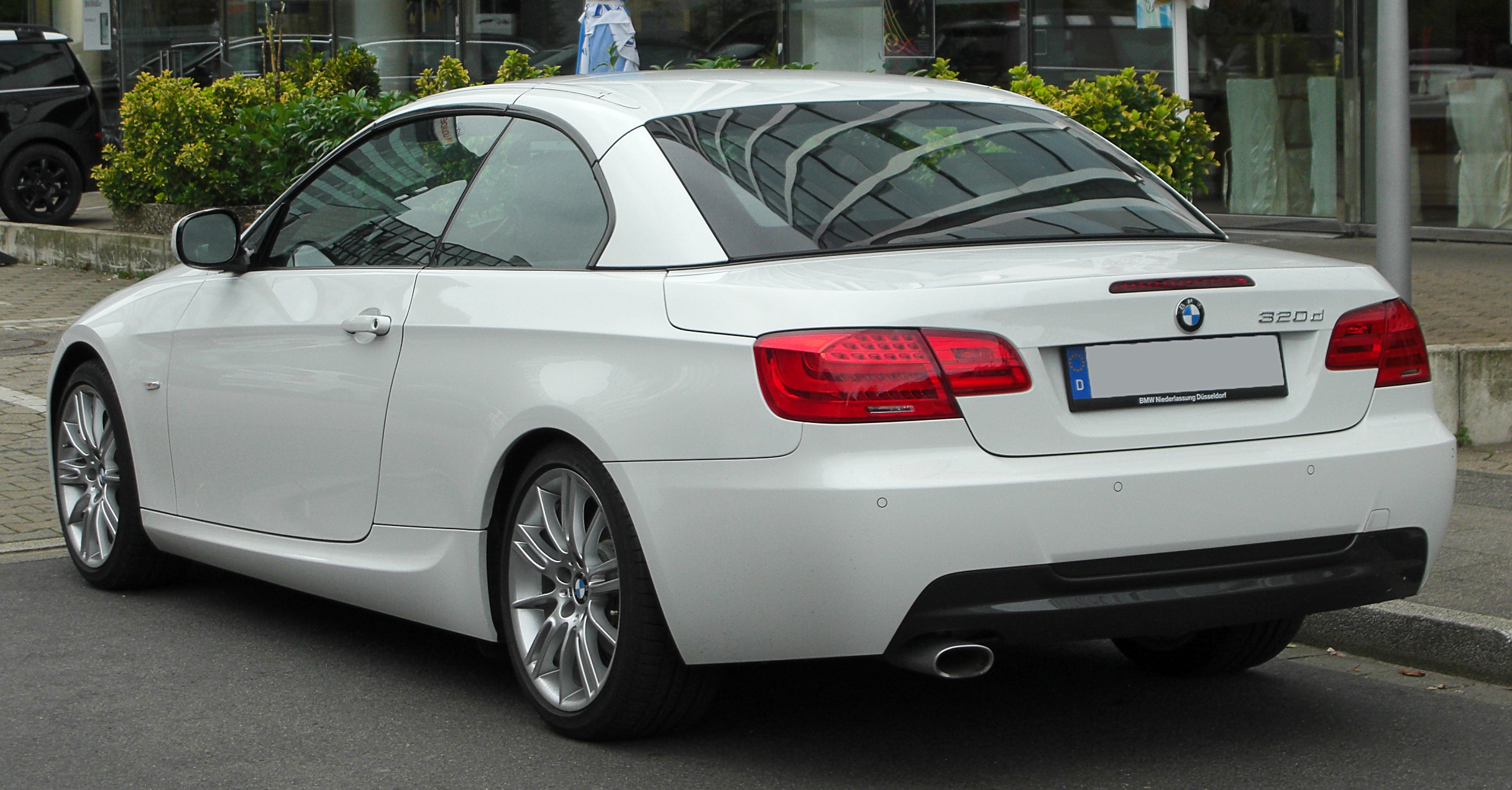
Heckansicht

### Motorisierungen
Die neuen Motorenvarianten lauteten wie folgt:

#### Coupé (E92)
| Modell        | Motorcode   | Hubraum     | Zylinder    | max. Leistung                | Beschleunigung, 0–100 km/h (1) | Höchstgeschwindigkeit vmax (1) | Verbrauch nach ECE (1)        | Leergewicht (1)   | Bauzeit         |
| Ottomotoren   | Ottomotoren | Ottomotoren | Ottomotoren | Ottomotoren                  | Ottomotoren                    | Ottomotoren                    | Ottomotoren                   | Ottomotoren       | Ottomotoren     |
| ------------- | ----------- | ----------- | ----------- | ---------------------------- | ------------------------------ | ------------------------------ | ----------------------------- | ----------------- | --------------- |
| 318i          | N43B20      | 1995 cm³    | R 4         | 105 kW (143 PS) bei 6000/min | 9,1 s                          | 210 km/h                       | 6,3 l/100 km                  | 1435 kg           | 03/2010–07/2013 |
| 320i          | N43B20      | 1995 cm³    | R 4         | 125 kW (170 PS) bei 6700/min | 8,1 s [8,8 s]                  | 230 km/h [228 km/h]            | 6,3 l/100 km [6,5 l/100 km]   | 1435 kg [1465 kg] | 09/2007–07/2013 |
| 325i          | N52B25      | 2497 cm³    | R 6         | 160 kW (218 PS) bei 6500/min | 6,9 s                          | 247 km/h                       | 8,4 l/100 km                  | 1495 kg           | 06/2006–09/2007 |
| 325xi         | N52B25      | 2497 cm³    | R 6         | 160 kW (218 PS) bei 6500/min | 7,4 s                          | 244 km/h                       | 9,2 l/100 km                  | 1605 kg           | 06/2006–09/2007 |
| 325i          | N53B30      | 2996 cm³    | R 6         | 160 kW (218 PS) bei 6100/min | 6,6 s [7,0 s]                  | 250 km/h [250 km/h] (3)        | 7,1 l/100 km [7,1 l/100 km]   | 1495 kg [1525 kg] | 09/2007–07/2013 |
| 325i xDrive   | N53B30      | 2996 cm³    | R 6         | 160 kW (218 PS) bei 6100/min | 7,2 s [7,6 s]                  | 246 km/h [244 km/h]            | 7,9 l/100 km [7,9 l/100 km]   | 1605 kg [1625 kg] | 09/2007–07/2013 |
| 328i (2)      | N52B30      | 2996 cm³    | R 6         | 172 kW (233 PS) bei 6500/min | 6,6 s                          | 210 km/h (3)                   | 9,2 l/100 km                  | 1520 kg           | 09/2007–07/2013 |
| 330i          | N52B30      | 2996 cm³    | R 6         | 200 kW (272 PS) bei 6650/min | 6,1 s [6,4 s]                  | 250 km/h [250 km/h] (3)        | 8,8 l/100 km [9,0 l/100 km]   | 1545 kg [1560 kg] | 06/2006–09/2007 |
| 330i          | N53B30      | 2996 cm³    | R 6         | 200 kW (272 PS) bei 6700/min | 6,0 s [6,2 s]                  | 250 km/h [250 km/h] (3)        | 7,4 l/100 km [7,5 l/100 km]   | 1540 kg [1555 kg] | 09/2007–07/2013 |
| 330i xDrive   | N53B30      | 2996 cm³    | R 6         | 200 kW (272 PS) bei 6700/min | 6,1 s [6,3 s]                  | 250 km/h [250 km/h] (3)        | 8,2 l/100 km [8,3] l/100 km   | 1640 kg [1655] kg | 06/2006–07/2013 |
| 335i          | N54B30      | 2979 cm³    | R 6         | 225 kW (306 PS) bei 5800/min | 5,5 s [5,4 s]                  | 250 km/h [250 km/h] (3)        | 9,1 l/100 km [8,8 l/100 km]   | 1600 kg [1615 kg] | 06/2006–03/2010 |
| 335i xDrive   | N54B30      | 2979 cm³    | R 6         | 225 kW (306 PS) bei 5800/min | 5,4 s [5,5 s]                  | 250 km/h [250 km/h] (3)        | 9,7 l/100 km [9,7 l/100 km]   | 1710 kg [1725 kg] | 06/2006–03/2010 |
| 335i          | N55B30      | 2979 cm³    | R 6         | 225 kW (306 PS) bei 5800/min | 5,5 s [5,4 s]                  | 250 km/h [250 km/h] (3)        | 8,4 l/100 km [8,4 l/100 km]   | 1600 kg [1615 kg] | 03/2010–07/2013 |
| 335i xDrive   | N55B30      | 2979 cm³    | R 6         | 225 kW (306 PS) bei 5800/min | 5,3 s [5,4 s]                  | 250 km/h [250 km/h] (3)        | 8,8 l/100 km [9,1 l/100 km]   | 1680 kg [1695 kg] | 03/2010–07/2013 |
| M3            | S65B40      | 3999 cm³    | V 8         | 309 kW (420 PS) bei 8300/min | 4,8 s [4,6 s]                  | 250 km/h [250 km/h] (3)        | 12,4 l/100 km [11,9 l/100 km] | 1655 kg [1675 kg] | 09/2007–07/2013 |
| Dieselmotoren |             |             |             |                              |                                |                                |                               |                   |                 |
| 320d          | N47D20      | 1995 cm³    | R 4         | 130 kW (177 PS) bei 4000/min | 7,9 s [8,0 s]                  | 232 km/h [230 km/h]            | 4,8 l/100 km [5,5 l/100 km]   | 1420 kg [1435 kg] | 09/2007–03/2010 |
| 320d xDrive   | N47D20      | 1995 cm³    | R 4         | 130 kW (177 PS) bei 4000/min | 8,1 s [8,2 s]                  | 226 km/h [224 km/h]            | 5,4 l/100 km [5,9 l/100 km]   | 1590 kg [1605 kg] | 09/2008–03/2010 |
| 320d          | N47D20      | 1995 cm³    | R 4         | 135 kW (184 PS) bei 4000/min | 7,5 s [7,6 s]                  | 237 km/h [235 km/h]            | 4,7 l/100 km [5,3 l/100 km]   | 1495 kg [1505 kg] | 03/2010–07/2013 |
| 320d xDrive   | N47D20      | 1995 cm³    | R 4         | 135 kW (184 PS) bei 4000/min | 7,8 s [7,9 s]                  | 232 km/h [230 km/h]            | 5,2 l/100 km [5,7 l/100 km]   | 1590 kg [1605 kg] | 03/2010–07/2013 |
| 325d          | M57D30TÜ2   | 2993 cm³    | R 6         | 145 kW (197 PS) bei 4000/min | 7,3 s [7,5 s]                  | 238 km/h [236 km/h]            | 5,7 l/100 km [6,2 l/100 km]   | 1590 kg [1600 kg] | 09/2007–03/2010 |
| 325d          | N57D30      | 2993 cm³    | R 6         | 150 kW (204 PS) bei 3750/min | 6,9 s [7,1 s]                  | 244 km/h [242 km/h]            | 5,7 l/100 km                  | 1590 kg [1600 kg] | 03/2010–07/2013 |
| 330d          | M57D30 TÜ2  | 2993 cm³    | R 6         | 170 kW (231 PS) bei 4000/min | 6,6 s                          | 250 km/h (3)                   | 6,5 l/100 km                  | 1600 kg           | 06/2006–09/2008 |
| 330xd         | M57D30 TÜ2  | 2993 cm³    | R 6         | 170 kW (231 PS) bei 4000/min | 6,5 s                          | 242 km/h                       | 7,2 l/100 km                  | 1700 kg           | 06/2006–09/2008 |
| 330d          | N57D30OL    | 2993 cm³    | R 6         | 180 kW (245 PS) bei 4000/min | 6,0 s [6,1 s]                  | 250 km/h [250 km/h] (3)        | 5,7 l/100 km [6,2 l/100 km]   | 1600 kg [1615 kg] | 10/2008–07/2013 |
| 330d xDrive   | N57D30OL    | 2993 cm³    | R 6         | 180 kW (245 PS) bei 4000/min | 5,8 s [5,9 s]                  | 250 km/h [250 km/h] (3)        | 6,5 l/100 km [6,8 l/100 km]   | 1700 kg [1715 kg] | 10/2008–07/2013 |
| 335d          | M57D30TÜ2   | 2993 cm³    | R 6         | 210 kW (286 PS) bei 4400/min | [5,9 s]                        | [250 km/h] (3)                 | [6,7 l/100 km]                | [1645 kg]         | 06/2006–07/2013 |

#### Cabrio (E93)
| Modell        | Hubraum     | Zylinder    | max. Leistung                | max. Drehmoment | Beschleunigung, 0–100 km/h (1) | Höchstgeschwindigkeit vmax (1) | Verbrauch nach ECE (1)        | Leergewicht nach EU (1) | Bauzeit         |
| Ottomotoren   | Ottomotoren | Ottomotoren | Ottomotoren                  | Ottomotoren     | Ottomotoren                    | Ottomotoren                    | Ottomotoren                   | Ottomotoren             | Ottomotoren     |
| ------------- | ----------- | ----------- | ---------------------------- | --------------- | ------------------------------ | ------------------------------ | ----------------------------- | ----------------------- | --------------- |
| 318i          | 1995 cm³    | R 4         | 105 kW (143 PS) bei 6000/min | 190 Nm          | 10,3 s                         | 210 km/h                       | 6,6 l/100 km                  | 1670 kg                 | 03/2010–10/2013 |
| 320i          | 1995 cm³    | R 4         | 125 kW (170 PS) bei 6700/min | 210 Nm          | 9,1 s [9,8 s]                  | 228 km/h [226 km/h]            | 6,6 l/100 km [6,9 l/100 km]   | 1670 kg [1700 kg]       | 01/2007–10/2013 |
| 325i          | 2996 cm³    | R 6         | 160 kW (218 PS) bei 6100/min | 270 Nm          | 7,6 s [8,1 s]                  | 245 km/h [243 km/h]            | 7,6 l/100 km [7,8 l/100 km]   | 1730 kg [1760 kg]       | 01/2007–10/2013 |
| 330i          | 2996 cm³    | R 6         | 200 kW (272 PS) bei 6700/min | 320 Nm          | 6,5 s [6,7 s]                  | 250 km/h [250 km/h] (2)        | 7,7 l/100 km [7,8 l/100 km]   | 1780 kg [1795 kg]       | 01/2007–10/2013 |
| 335i          | 2979 cm³    | R 6         | 225 kW (306 PS) bei 5800/min | 400 Nm          | 5,8 s [5,7 s]                  | 250 km/h [250 km/h] (2)        | 9,5 l/100 km [9,1 l/100 km]   | 1810 kg [1825 kg]       | 01/2007–03/2010 |
| 335i          | 2979 cm³    | R 6         | 225 kW (306 PS) bei 5800/min | 400 Nm          | 5,8 s [5,7 s]                  | 250 km/h [250 km/h] (2)        | 8,8 l/100 km [8,8 l/100 km]   | 1810 kg [1825 kg]       | 03/2010–10/2013 |
| M3            | 3999 cm³    | V 8         | 309 kW (420 PS) bei 8300/min | 400 Nm          | 5,3 s [5,1 s]                  | 250 km/h [250 km/h] (2)        | 12,9 l/100 km [12,3 l/100 km] | 1885 kg [1905 kg]       | 09/2008–10/2013 |
| Dieselmotoren |             |             |                              |                 |                                |                                |                               |                         |                 |
| 320d          | 1995 cm³    | R 4         | 130 kW (177 PS) bei 4000/min | 350 Nm          | 8,6 s [8,7 s]                  | 223 km/h [223 km/h]            | 5,3 l/100 km [5,8 l/100 km]   | 1730 kg [1745 kg]       | 03/2007–03/2010 |
| 320d          | 1995 cm³    | R 4         | 135 kW (184 PS) bei 4000/min | 380 Nm          | 8,3 s [8,4 s]                  | 228 km/h [226 km/h]            | 5,1 l/100 km [5,6 l/100 km]   | 1730 kg [1745 kg]       | 03/2010–10/2013 |
| 325d          | 2993 cm³    | R 6         | 145 kW (197 PS) bei 4000/min | 400 Nm          | 7,9 s [8,0 s]                  | 235 km/h [233 km/h]            | 6,2 l/100 km [6,7 l/100 km]   | 1815 kg [1825 kg]       | 03/2007–03/2010 |
| 325d          | 2993 cm³    | R 6         | 150 kW (204 PS) bei 3750/min | 430 Nm          | 7,5 s [7,6 s]                  | 238 km/h [236 km/h]            | 6,1 l/100 km [6,4 l/100 km]   | 1815 kg [1830 kg]       | 03/2010–10/2013 |
| 330d          | 2993 cm³    | R 6         | 170 kW (231 PS) bei 4000/min | 500 Nm          | 7,0 s [7,1 s]                  | 245 km/h [243 km/h]            | 6,5 l/100 km [6,9 l/100 km]   | 1825 kg [1840 kg]       | 03/2007–08/2008 |
| 330d          | 2993 cm³    | R 6         | 180 kW (245 PS) bei 4000/min | 520 Nm          | 6,4 s [6,5 s]                  | 250 km/h [250 km/h] (2)        | 6,1 l/100 km [6,4 l/100 km]   | 1825 kg [1840 kg]       | 09/2008–10/2013 |

## 320si WTCC

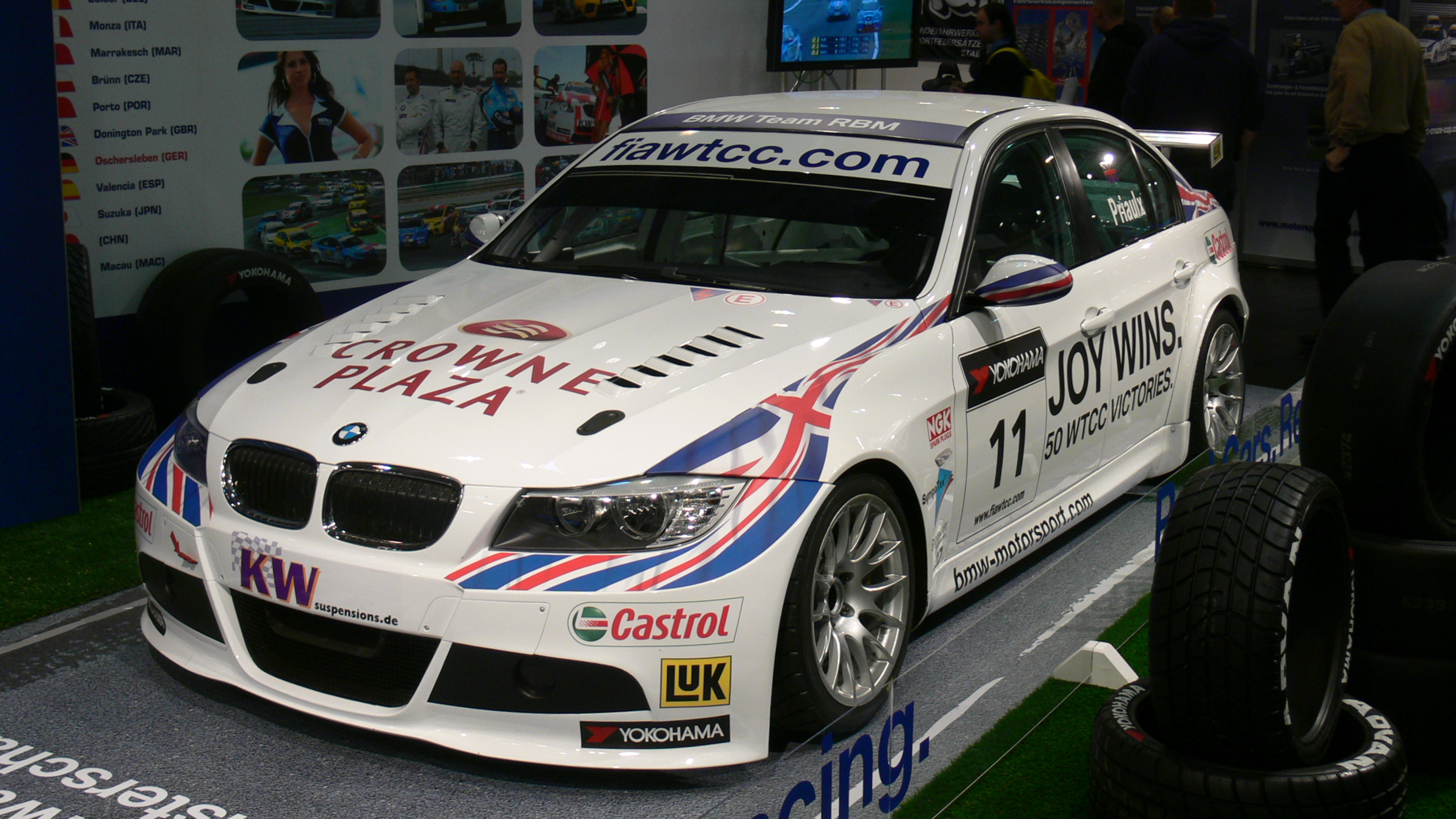
BMW 320si WTCC

Der BMW 320si WTCC wurde von BMW Motorsport auf Basis des gleichnamigen Serienmodells entwickelt. Er wurde im BMW-Werk Regensburg im selben Fertigungsprozess wie die übrigen 3er produziert, allerdings später in Handarbeit für den Renneinsatz umgebaut. Mehr als 60 Stück sind vom BMW-Motorsport-Vertrieb ausgeliefert worden.

### Schaltung und Getriebe
Aufgrund eines in den Schalthebel integrierten Dehnmessstreifens musste bei Schaltvorgängen nicht gekuppelt werden. Dieser löste einen elektrischen Impuls aus, sobald der Fahrer gegen den Hebel drückte. Dadurch wurde über die Motorsteuerung die Zündung ausgeschaltet. Die Zugkraft des Motors wurde kurz unterbrochen und der Fahrer konnte mit leichtem Druck ohne Kupplung schalten.
Es war ein Fünfgang-Renngetriebe mit gerade verzahnten, unsynchronisierten Gangrädern und H-Schaltung eingebaut.

### Lenkung und Bremsen
Die Zahnstangenlenkung mit elektrohydraulischer Servounterstützung stammte vom Serienmodell. Allerdings war die Lenkübersetzung in der Rennversion direkter.
Der 320si WTCC hatte vorne innenbelüftete und gelochte Scheibenbremsen aus Grauguss und Aluminiumbremssättel mit jeweils vier Kolben. Die Scheiben hatten einen Durchmesser von 332 Millimetern und waren 32 Millimeter dick. Hinten waren ebenfalls innenbelüftete Scheibenbremsen mit einem Durchmesser von 291 Millimetern sowie Zweikolben-Bremssättel aus Aluminium angebracht.

### Technische Daten
| - Länge:           | 4539 mm                                   |
| - Breite:          | 1858 mm                                   |
| - Höhe:            | ca. 1350 mm                               |
| - Radstand:        | 2760 mm                                   |
| - Gewicht:         | ca. 1155 kg (WTCC-Spezifikation)          |
| - Tankinhalt:      | ca. 45 l                                  |
| - Preis:           | 200.000 Euro (Rennteile-Kit, zzgl. Mwst.) |
| - Motorbauart:     | Vierzylinder-Reihenmotor                  |
| - Motor:           | BMW P45                                   |
| - Hubraum:         | 1999 cm³                                  |
| - Bohrung × Hub:   | 86 mm × 86 mm                             |
| - Verdichtung:     | 11 : 1                                    |
| - max. Leistung:   | ca. 205 kW (279 PS)                       |
| - max. Drehmoment: | ca. 245 Nm                                |
| - max. Drehzahl:   | 8500/min (vom Reglement vorgegeben)       |

## Alpina

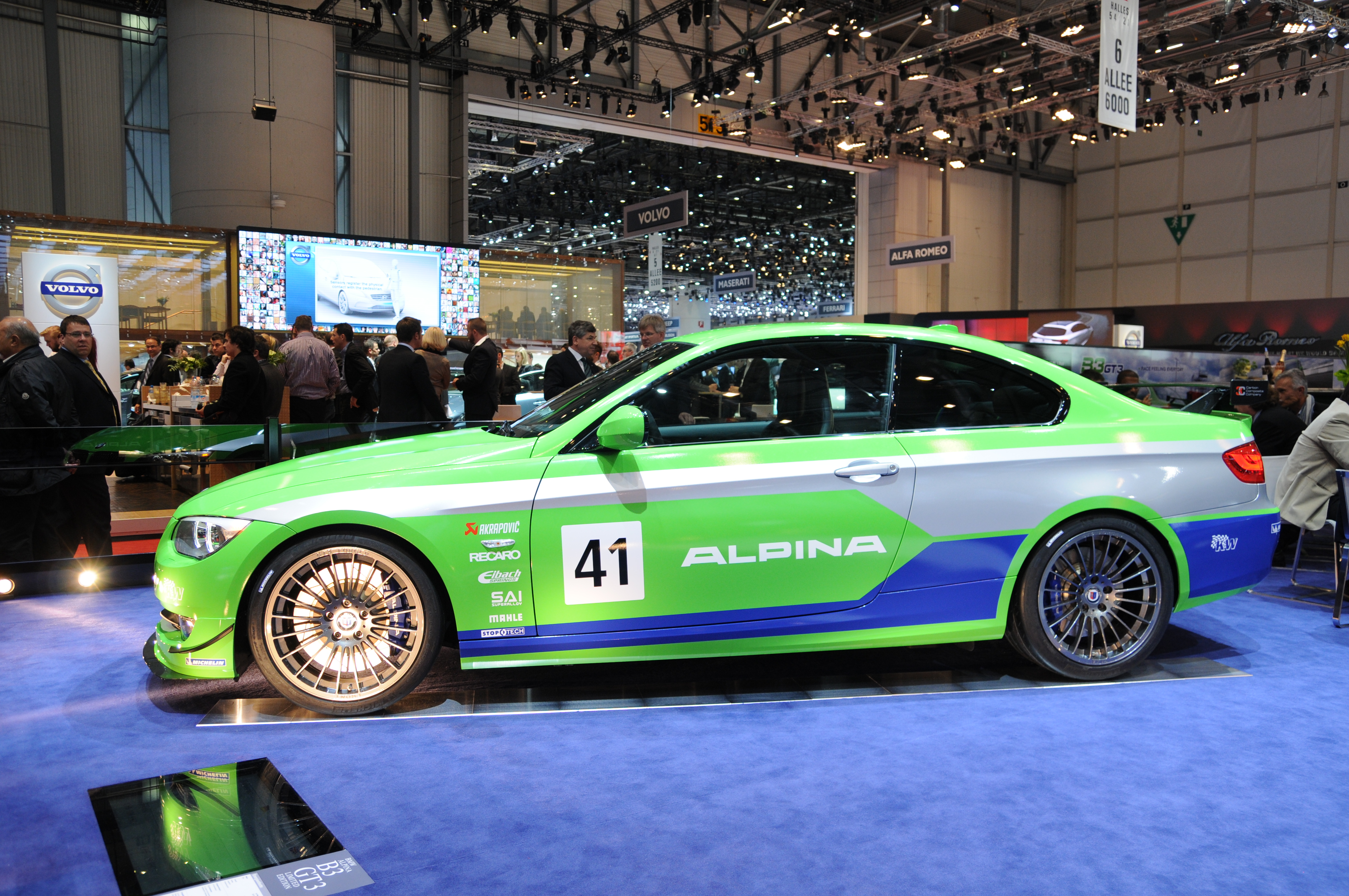
Alpina B3 GT3 auf dem Genfer Auto-Salon 2012

Der Alpina B3 Biturbo basierte auf dem BMW 335i. Er hatte einen Sechszylinder mit 3,0 l Hubraum und einer Biturboaufladung. Der maximal 265 kW (360 PS) starke Motor mit einem maximalen Drehmoment von 500 Nm beschleunigte den B3 in 4,8 Sekunden von 0 auf 100 km/h. Die Höchstgeschwindigkeit betrug nach Werksangaben 285 km/h. Er war seit 2008 wahlweise mit Allradantrieb erhältlich. Alpina modifizierte das Exterieur mit Front- und Heckspoilern sowie einer vierrohrigen Auspuffanlage. Abgelöst wurde er 2010 durch den B3 S Biturbo – mit diesem Modellwechsel steigerte Alpina die maximale Leistung auf 294 kW (400 PS) und das maximale Drehmoment auf 540 Nm, womit sich die Beschleunigung von 0 auf 100 km/h um eine Zehntelsekunde auf 4,7 Sekunden, die Höchstgeschwindigkeit auf 300 km/h verbesserte.
Der Alpina D3 basierte auf dem 320d.
Der Alpina D3 Biturbo basierte auf dem Motor N47D20, der zum Beispiel im 123d Verwendung fand. Er war mit einem Front- und optionalen Heckspoiler ausgestattet. Die BMW-Abgasanlage wurde durch ein verchromtes Doppelendrohr ersetzt.
Gegen Ende des Jahres 2011 präsentierte Alpina auf der Tokyo Motor Show mit dem B3 GT3 ein auf 99 Exemplare limitiertes Sondermodell des B3. Das Fahrzeug war nur als Coupé erhältlich und wurde von einem Dreiliter-Reihensechszylinder-Ottomotor mit Biturboaufladung angetrieben.
| Modell              | Zylinder | Hubraum  | max. Leistung                       | max. Drehmoment            | Höchstgeschwindigkeit (1) | Beschleunigung 0–100 km/h (1) | Karosserieform                    | Bauzeit                    |
| ------------------- | -------- | -------- | ----------------------------------- | -------------------------- | ------------------------- | ----------------------------- | --------------------------------- | -------------------------- |
| Alpina B3 Biturbo   | 6        | 2979 cm³ | 265 kW (360 PS) bei 5500–6000 min−1 | 500 Nm bei 3800–5000 min−1 | 285 km/h [280 km/h] (2)   | 4,8 s [4,9 s] (2)             | Limousine; Touring; Coupé; Cabrio | 2006–2010                  |
| Alpina B3 S Biturbo | 6        | 2979 cm³ | 294 kW (400 PS) bei 6000 min−1      | 540 Nm bei 4500 min−1      | 300 km/h [295 km/h] (2)   | 4,7 s [4,9 s] (2)             | Limousine; Touring; Coupé; Cabrio | seit 2010                  |
| Alpina D3           | 4        | 1995 cm³ | 147 kW (200 PS) bei 4000 min−1      | 410 Nm bei 2000–3300 min−1 | 238 km/h                  | 7,4 s                         | Limousine; Touring                | Dezember 2005 – April 2008 |
| Alpina D3 Biturbo   | 4        | 1995 cm³ | 157 kW (214 PS) bei 4100 min−1      | 450 Nm bei 2000–2500 min−1 | 244 km/h                  | 6,9 s                         | Limousine; Touring; Coupé         | seit Mai 2008              |

## Auszeichnungen
- Sieger bei „Die sportlichsten Autos 2010“ der Fachzeitschrift sport auto in der Kategorie Dieselmodelle (335d Coupé)[14]
- Sieger bei „Die sportlichsten Autos 2010“ der Fachzeitschrift sport auto in der Kategorie Limousinen bis 50.000 Euro (335i)[14]
- Sieger bei „Die sportlichsten Autos 2009“ der Fachzeitschrift sport auto in der Kategorie Diesel über 35.000 Euro (335d Coupé)[15]
- Sieger bei „Die sportlichsten Autos 2009“ der Fachzeitschrift sport auto in der Kategorie Limousinen bis 50.000 Euro (335i)[15]
- Good Design Awards 2009[16]
- Sieger bei „Die sportlichsten Autos 2008“ der Fachzeitschrift sport auto in der Kategorie Diesel über 35.000 Euro (335d)[17]
- „Die sportlichsten Autos 2008“ der Fachzeitschrift sport auto in der Kategorie Limousinen bis 45.000 Euro (335i)[17]
- Sieger bei der Leserwahl 2007 der Zeitschrift auto motor und sport mit 34,9 % der Stimmen in der Kategorie Mittelklasse (Limousine)[18]
- World Car of the Year 2006 (Limousine)[19]

## Rückruf wegen Brandgefahr
Im Januar 2021 wurden deutschlandweit etwa 430.000 und weltweit über eine halbe Millionen BMW 3er der Generation E90, E91, E92 sowie E93 zurückgerufen. Grund für den Rückruf war die Steckverbindung des Gebläsereglers im Kabelbaum, der im Laufe der Zeit korrodieren und einen Kurzschluss hervorrufen kann, der im schlimmsten Fall zum Fahrzeugbrand führt. Bereits im Herbst 2017 wurden in den USA vom National Highway Traffic Safety Administration über 700.000 BMW 3er aus den Jahren 2006–2011 wegen desselben Problems zurückgerufen, nachdem es zu drei verschiedenen Vorfällen beim E90-Modell gekommen war, bei dem die Betroffenen behauptet hatten, verletzt worden zu sein. BMW bestritt jedoch, dass es durch das Problem jemals zu einem Personenschaden oder Unfall gekommen wäre.